# Антидепрессанты
Антидепресса́нты — психотропные лекарственные средства, применяемые прежде всего для терапии депрессии, оказывающие влияние на уровень нейромедиаторов, в частности серотонина, норадреналина и дофамина. У депрессивного больного они улучшают настроение, уменьшают или снимают тоску, вялость, апатию, тревогу, беспокойство, раздражительность и эмоциональное напряжение, повышают психическую активность, нормализуют фазовую структуру и продолжительность сна, аппетит.
Это так называемое тимолептическое действие (лат. thymoleptica, от др.-греч. θυμός «душа, настроение» + ληπτικός «вбирающий, втягивающий») — термин в 1958 году предложили П. Кильхольц (Paul Kielholz) и Р. Баттегаи.
Многие антидепрессанты не вызывают улучшения настроения у человека, не страдающего депрессией.
Существуют исследования, в которых подвергается сомнению эффективность антидепрессантов при депрессии либо же приводятся данные, что разница между действием антидепрессантов и плацебо очень скромна, а также исследования, по данным которых разница между антидепрессантами и плацебо достигает клинического значения лишь при очень тяжёлой депрессии.

## Схема действия

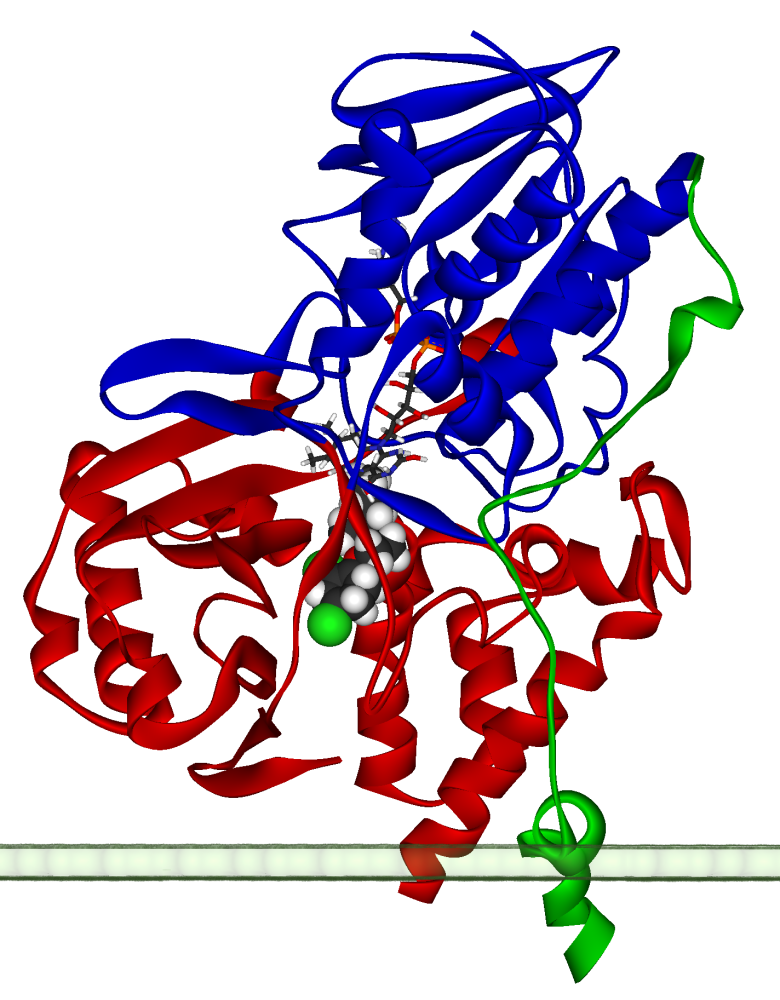
Пространственная модель человеческой моноаминоксидазы А

Основное действие антидепрессантов заключается в том, что они блокируют распад моноаминов (серотонина, норадреналина, дофамина, фенилэтиламина и др.) под действием моноаминоксидаз (МАО) или блокируют обратный нейрональный захват моноаминов. В соответствии с современными представлениями, одним из ведущих механизмов развития депрессии является недостаток моноаминов в синаптической щели — в особенности серотонина и дофамина. При помощи антидепрессантов повышается концентрация этих медиаторов в синаптической щели, из-за этого их эффекты усиливаются.
Существует так называемый «антидепрессивный порог», который индивидуален для каждого больного. Ниже этого порога антидепрессивное действие отсутствует и проявляются лишь неспецифические эффекты, в частности побочные эффекты, седативные и стимулирующие свойства. Современные данные указывают на то, что для проявления антидепрессивного действия у препаратов, снижающих обратный захват моноамина, нужно снизить захват в 5—10 раз. Для проявления антидепрессивного эффекта препаратов, снижающих активность МАО, нужно снизить её примерно в 2 раза.
Некоторые из антидепрессантов могут являться антагонистами NMDA-рецепторов, уменьшая нежелательное при депрессии токсическое влияние глютамата. Есть данные о взаимодействии таких антидепрессантов, как пароксетин, венлафаксин и миртазапин, с опиоидными рецепторами, о чём говорит наличие у них антиноцицептивного эффекта и существенное его сдерживание при использовании в экспериментах налоксона — антагониста опиоидных рецепторов. Некоторые исследования свидетельствуют о том, что некоторые антидепрессанты снижают концентрацию вещества Р в центральной нервной системе. Но на сегодняшний день важнейшим механизмом развития депрессии, на который влияют все антидепрессанты, считают недостаточную активность моноаминов.

## История

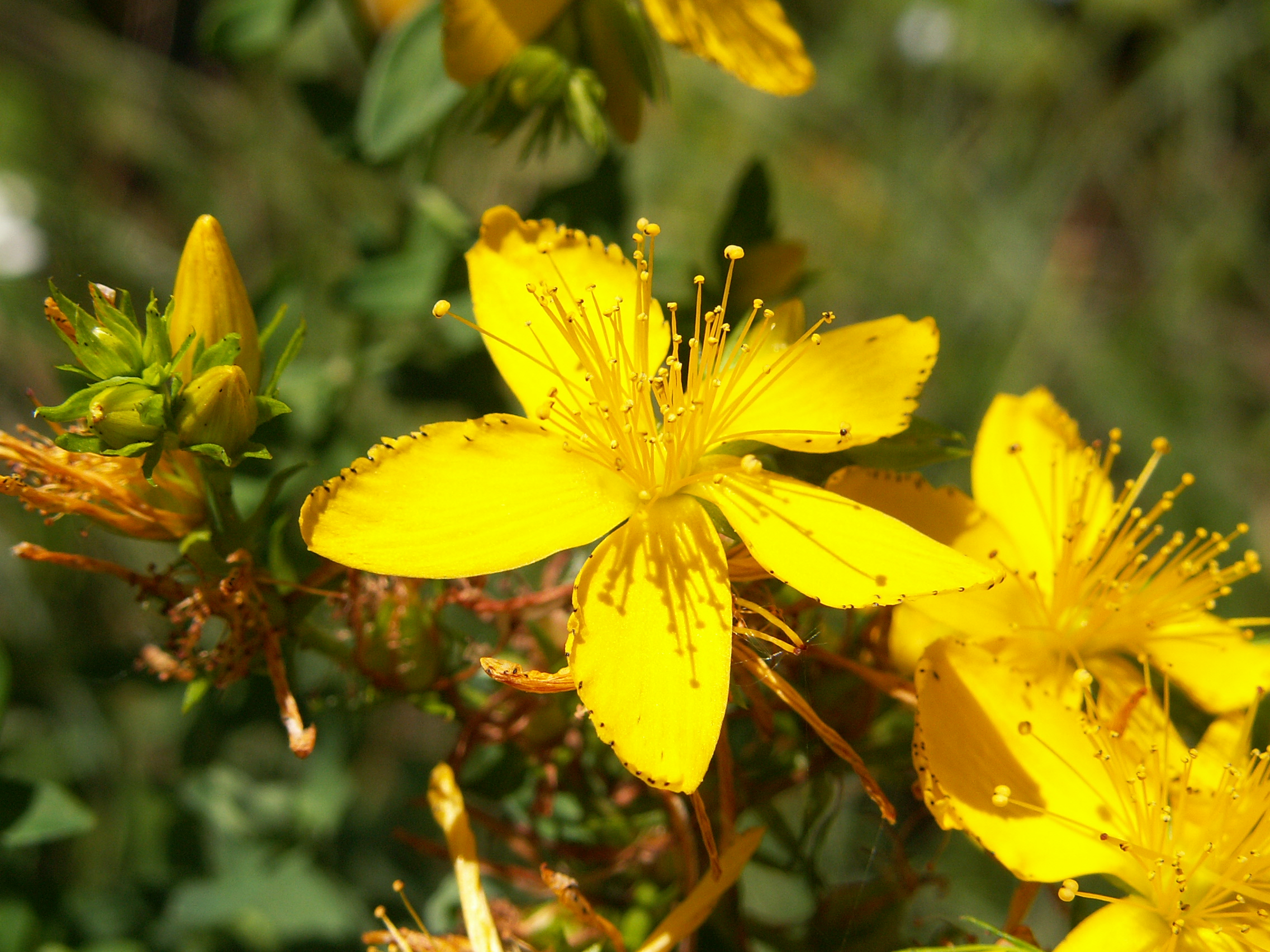
Длительное время в качестве основного лечения, а затем для вспомогательной терапии использовался экстракт зверобоя

Выделение антидепрессивных средств (антидепрессантов) в самостоятельную фармакологическую группу произошло в 1950-х годах с открытием синтетических препаратов ипрониазида и имипрамина, обладающих тимоаналептическим действием. До этого времени в качестве антидепрессантов использовались различные природные опиаты и синтетические амфетамины, которые исчезли из употребления в связи с большим количеством побочных эффектов, бромиды, барбитураты, а также алкалоиды, выделяемые из растений раувольфия, и зверобой, в настоящее время относимые к другим фармакотерапевтическим группам.
Амфетамины применяли у пациентов с выраженной психомоторной заторможенностью, опиаты, бромиды и барбитураты — при ажитированных психических состояниях. Эффективность такой терапии была очень сомнительной.

### Алкалоиды
Растения, содержащие алкалоиды, с древнейших времён использовались человеком в лечебных целях. В 1950-е годы психофармакологи приступили к активному изучению индольного алкалоида резерпина, выделенного из растения раувольфия, проявившего нейролептическую активность. Некоторое время резерпин применяли для лечения психических заболеваний, однако в последующем внимание психофармакологов было обращено на другое производное индола — β-карболин. За период 1952—1962 годов карболинам в мировой литературе было посвящено более 300 публикаций.
В 1921 году У. Г. Перкин с сотрудниками при попытке синтеза производных β-карболина из индол-2-карбоновой кислоты неожиданно получил первое производное пиразиноиндола, однако сведений о биологической активности указанного вещества в то время получено не было. В 1960-х годах это соединение послужило основой для синтеза во ВНИХФИ оригинального советского антидепрессанта пиразидол.

#### Препараты зверобоя
Препараты зверобоя со времён античности применялись при лечении депрессий, бессонницы и тревожности (лат. Hypericum perforatum L.; англ. St John’s Wort): экстракты, настойки, отвары и т. п. Алкалоиды зверобоя и сегодня используются для терапии депрессивных состояний. Впервые препараты зверобоя были лицензированы по показаниям депрессии, бессонницы и тревожности в 1998 году в Германии и Австрии и сразу же завоевали популярность, в 1999 году получив лидерство по объёму лекарственных продаж. Эффективность их при лёгких и умеренных депрессиях сопоставима с эффективностью стандартных антидепрессантов (антидепрессантов группы ТЦА и группы СИОЗС). Лишь при тяжёлых депрессиях зверобой, по-видимому, уступает стандартным антидепрессантам по тимолептической активности и, возможно, не превосходит плацебо.
Эффективность зверобоя в лечении депрессий доказана многочисленными клиническими испытаниями и несколькими метаанализами — в частности, метаанализом более 20 исследований, в которых принимали участие свыше 1500 человек, и кохрейновским обзором 29 исследований, в которых участвовали 5489 человек. В Великобритании в 23 рандомизированных двойных слепых исследованиях экстракт зверобоя сравнивался с плацебо и стандартными антидепрессантами в лечении лёгких и умеренных депрессивных расстройств у 1757 амбулаторных пациентов. Результаты исследования показали, что экстракт зверобоя при слабо или умеренно выраженной депрессии более эффективен, чем плацебо, и столь же эффективен, как обычные антидепрессанты.
Препараты зверобоя отличаются большей безопасностью и лучшей переносимостью, чем стандартные антидепрессанты; побочные эффекты, приводившие к отмене препарата, в клинических испытаниях при приёме зверобоя встречались реже. Тем не менее, при его приёме могут возникать усталость, беспокойство, спутанность сознания, желудочно-кишечные расстройства, сухость во рту, покраснение кожи, зуд, фотосенсибилизация. Как и при применении других антидепрессантов, возможно развитие маниакальных состояний у пациентов, страдающих биполярной депрессией. При терапии зверобоем следует избегать одновременного применения СИОЗС и ингибиторов МАО:77.
Множество различных препаратов зверобоя обычно доступно в аптечной сети без рецепта, и они различаются количеством, концентрацией и соотношением активных и неактивных, полезных и потенциально вредных компонентов:77. Конкретные лекарственные формы зверобоя могут значительно отличаться от тех, которые изучались в клинических испытаниях. Некоторые из препаратов содержат лишь незначительные количества биологически активных компонентов.

### Изониазид и имипрамин

Структурная формула изониазида — первого антидепрессанта

В 1951 году в Нью-Йорке (США) были начаты клинические испытания двух новых противотуберкулёзных препаратов — изониазида и ипрониазида. Сначала этим испытаниям были подвергнуты только больные с плохим прогнозом, однако и у них препараты доказали высокую эффективность. Кроме того, исследователи отметили, что больные при лечении этими препаратами испытывали лёгкое возбуждение, начинали демонстрировать избыток сил, а некоторые даже стали нарушать общественный порядок в больнице. Препараты показались интересными мировому медицинскому сообществу, их стали активно обсуждать. Заинтересовались и влиянием препаратов на настроение больных. В 1952 году французский психиатр Жан Деле сообщил о положительных результатах лечения депрессии изониазидом. В том же году вслед за Деле американский психиатр Макс Лурье решил попробовать использовать изониазид для коррекции депрессивного состояния. На следующий год Лурье и его коллега Гарри Зальцер сообщили, что в 60 % случаев препарат оказался эффективным и с успехом корригировал депрессию. М. Лурье и Г. Зальцер впервые предложили назвать этот эффект антидепрессивным, а сами препараты антидепрессантами (1953).
Несмотря на то, что изониазид — это первый синтетический антидепрессант, механизм его действия на сегодняшний день неизвестен. Предполагают, что он блокирует фермент диаминоксидазу, а также имеет слабое ингибирующее влияние на моноаминоксидазу А.
За несколько лет до открытия американцев, в 1948 году, в лабораториях швейцарской фирмы «Geigy» был синтезирован родоначальник группы трициклических антидепрессантов — имипрамин. В 1950 году начались его клинические исследования, однако вплоть до 1954 года препарат не использовался в клинической практике, пока впечатляющие результаты, полученные при применении близкого по химическому строению трициклического соединения — антипсихотика хлорпромазина, не привлекли к нему внимания. С 1954 по 1957 год имипрамином лечили более 500 больных в клинике Р. Куна в Швейцарии. Позднее имипрамин вошёл в широкое применение, были синтезированы его дженерики.
Первые синтетические антидепрессанты были внедрены в медицинскую практику в середине 1950-х годов и отпускались только по рецепту врача. Тогда считалось, что депрессией страдают лишь 50—100 человек из миллиона человек населения, поэтому фармацевтические фирмы не проявили выраженного интереса к антидепрессантам. Продажи этих препаратов в 1960-х годах были несравнимы по объёму с продажами антипсихотических и бензодиазепиновых препаратов.

### Новые поколения
В 1960-х годах появились селективные ингибиторы моноаминоксидазы, а также селективные ингибиторы обратного нейронального захвата серотонина. В дальнейшем основным направлением в создании новых антидепрессантов являлось уменьшение побочных эффектов, а также усиление основных. Это достигается путём увеличения селективности действия препаратов на «нужные» рецепторы. В 1990-х годах были синтезированы препараты селективного действия, которые имели меньше побочных эффектов.

### Советские и российские антидепрессанты
Советская фармацевтика старалась не отставать от достижений зарубежных психофармакологов. После открытия ипрониазида и имипрамина в конце 1950-х годов во Всесоюзном научно-исследовательском химико-фармацевтическом институте им. Серго Орджоникидзе (ВНИХФИ) начались работы по воспроизведению данных препаратов. Ипрониазид был воспроизведён в СССР под торговым названием «Ипразид» (в форме таблеток), а имипрамин под торговым названием «Имизин» (в формах раствора для инъекций и таблеток). Промышленный выпуск имизина был начат в 1964 году.
Незадолго до этого, в 1963 году, Фармакологический комитет СССР рекомендовал к применению в медицинской практике в качестве антидепрессанта препарат «Гемофирин», представляющий собой 0,2 % раствор гематопорфирина, получаемый из эритроцитов крови человека. Являясь биологическим катализатором, гемофирин оказался эффективным при астенических, астено-ипохондрических и астено-депрессивных состояниях различного генеза. Вместе с тем сравнительно небольшой срок годности готового препарата (1 год), а также достаточно быстрое появление синтетических антидепрессантов не позволили ему сыграть заметную роль в лечении депрессий. В 1980-х годах применение гематопорфирина прекратилось в связи с выявлением случаев заражения препаратов крови вирусом иммунодефицита человека.

Структурная формула индопана

 Проводимые во ВНИХФИ систематические исследования психотропных веществ и работы по синтезу алкалоидов позволили советским учёным создать оригинальное лекарственное средство индопан, возбуждающее центральную нервную систему и применяемое при лечении депрессивных состояний, которое по своему классу относится к неизбирательным ингибиторам МАО. Индопан был разрешён к применению в медицинской практике и промышленному производству в СССР в 1964 году. Из-за серьёзных побочных психоделических и галлюциногенных эффектов индопан не получил широкого применения и в настоящее время не производится. С 1970 года в качестве антидепрессанта в СССР использовался нейролептик карбидин.

#### Азафен и пиразидол
Первым оригинальным советским антидепрессантом трициклической структуры является азафен, которому впоследствии ВОЗ присвоила международное непатентованное название пипофезин. Азафен разработан во ВНИХФИ в лаборатории синтеза противотуберкулёзных соединений под руководством М. Н. Щукиной и изучен в лаборатории фармакологии под руководством М. Д. Машковского. Разрешён к медицинскому применению в СССР с 1970 года. Препарат нашёл применение при лечении различных депрессий и невротических расстройств, эффективен прежде всего при депрессиях лёгкой и средней тяжести. Азафен обычно хорошо переносится, что позволило применять его в амбулаторной практике, а также в качестве «долечивающего» средства после лечения другими антидепрессантами. Редко — преимущественно в начале терапии или при высоких дозах — присутствуют такие чаще всего слабо выраженные побочные эффекты, как слабость, усталость, сонливость, нарушение концентрации внимания, тахикардия, головная боль, сухость во рту, тремор, головокружение, снижение полового влечения. Обладает седативным действием; характерные для других трицикликов холинолитические и кардиотоксические побочные эффекты отсутствуют. В 1996 году производство препарата в России было прекращено в связи с отсутствием сырья для его изготовления. С 2005 года производство азафена в России возобновлено.
Другим оригинальным антидепрессантом является разработанный во ВНИХФИ М. Д. Машковским и Н. И. Андреевой препарат пиразидол, впоследствии получивший международное непатентованное название пирлиндол. Препарат разрешён к медицинскому применению в СССР с 1975 года. Пиразидол является тетрациклическим соединением, производным индола, избирательно ингибирующим МАО-А. К особенностям действия препарата относят сочетание тимолептического эффекта с регулирующим влиянием на ЦНС (активирующее действие у больных с апатическими депрессиями и седативное действие у больных с ажитированным состоянием). Кроме того, утверждается, что пиразидол оказывает ноотропное действие, улучшает познавательные (когнитивные) функции. Побочные эффекты (сухость во рту, тахикардия, потливость, головокружение и т. п.), как правило, выражены слабо. Пиразидол выпускается в России и по сей день.
Пиразидол имеет слабую доказательную базу (существуют лишь единичные небольшие РКИ) и практически неизвестен в западных странах. Слабость доказательной базы и ненадёжность терапевтического эффекта, а также неоправданно большая стоимость высоких доз этого препарата (невыгодное соотношение стоимости и эффективности) ограничивают его использование в клинической практике.
Азафен тоже имеет низкий уровень доказательности: существуют лишь данные неконтролируемых (открытых) исследований.

## Классификация
Наиболее удобна для практического применения следующая классификация
антидепрессантов:
1. Средства, блокирующие нейрональный захват моноаминов
  - Неизбирательного действия, блокирующие нейрональный захват серотонина и норадреналина (имипрамин, амитриптилин)
  - Избирательного действия
    - Блокирующие нейрональный захват серотонина (флуоксетин)
    - Блокирующие нейрональный захват норадреналина (мапротилин)
2. Ингибиторы моноаминоксидазы (МАО)
  - Неизбирательного действия, ингибируют МАО-A и МАО-B (ниаламид, трансамин)
  - Избирательного действия, ингибируют МАО-A (моклобемид).
3. Агонисты рецепторов моноаминов
  - Норадренергические и специфические серотонинергические антидепрессанты
  - Специфические серотонинергические антидепрессанты

Существуют и другие классификации антидепрессантов. Например, в зависимости от клинического эффекта выделяют:
1. Антидепрессанты-седатики: тримипрамин, доксепин, амоксапин, амитриптилин, азафен, миансерин, тразодон, флувоксамин.
2. Антидепрессанты сбалансированного действия: мапротилин, тианептин, сертралин, пиразидол, кломипрамин, венлафаксин, досулепин.
3. Антидепрессанты-стимуляторы: имипрамин, дезипрамин, нортриптилин, флуоксетин, моклобемид и другие ИМАО (за исключением пиразидола), адеметионин, ребоксетин, бупропион.

В отличие от собственно антидепрессивного (тимолептического) эффекта, седативный или психостимулирующий может развиваться в первые же дни терапии. Назначение антидепрессантов-седатиков целесообразно в случае преобладания в структуре депрессивного синдрома тревоги и ажитации, стимулирующих — при заторможенности и апатии; препараты сбалансированного действия могут применяться в обоих случаях. Несоблюдение данного принципа может снизить эффективность антидепрессивной терапии и даже привести к утяжелению состояния.
Так, применение стимулирующих антидепрессантов при тревожных депрессиях или при сложных тревожно-бредовых синдромах может усилить тревогу, страх, психомоторную ажитацию, нарушения сна, вызвать обострение психотической симптоматики; при наличии у пациента суицидальных мыслей стимулирующие антидепрессанты могут способствовать реализации суицидальных тенденций. При простых депрессивных синдромах активирующее влияние антидепрессантов-стимуляторов способствует уменьшению заторможенности, что тоже может привести к аутоагрессивным действиям.
Антидепрессанты сбалансированного действия обладают, как правило, дозозависимым сбалансированным эффектом: стимулирующее действие этих препаратов чаще всего проявляется при их применении в малых и в высоких дозах, а седативное — при применении в средних суточных дозах. Исключение составляют те из антидепрессантов сбалансированного типа, для которых характерен недозозависимый сбалансированный эффект с преобладанием седативного или стимулирующего действия (например, милнаципран и пиразидол).
Не все антидепрессанты можно чётко отнести к той или иной группе в зависимости от наличия у них стимулирующего, седативного или сбалансированного эффекта. Циталопрам некоторые авторы относят к антидепрессантам сбалансированного действия, отмечая наличие у него противотревожного эффекта, другие — к антидепрессантам-стимуляторам. Милнаципран порой относят к сбалансированным антидепрессантам, другие авторы отмечают преобладание в его действии психостимулирующего эффекта. Миртазапин называют препаратом сбалансированного действия или седативным препаратом, пароксетин — антидепрессантом-стимулятором, сбалансированным или седативным препаратом.
Некоторые препараты оказывают, помимо антидепрессивного, выраженный антиноцицептивный (противоболевой) эффект; выделяют также и антидепрессанты с выраженным анксиолитическим (противотревожным) действием.
В зависимости от длительности периода полувыведения выделяют:
1. Антидепрессанты с коротким периодом полувыведения (менее 20 часов), например бупропион, десвенлафаксин, дулоксетин, пароксетин, венлафаксин.
2. Антидепрессанты с периодом полувыведения средней длительности (20—30 часов), например эсциталопрам, флувоксамин, миртазапин, вилоксазин.
3. Антидепрессанты с длительным периодом полувыведения, например циталопрам, флуоксетин, сертралин.

Риск синдрома отмены в значительной степени связан с длительностью периода полувыведения (антидепрессантам с коротким периодом полувыведения, как, например, пароксетин, венлафаксин, присущ более высокий риск синдрома отмены).

## Классы антидепрессантов

### Ингибиторы моноаминоксидазы

#### Неизбирательные ингибиторы

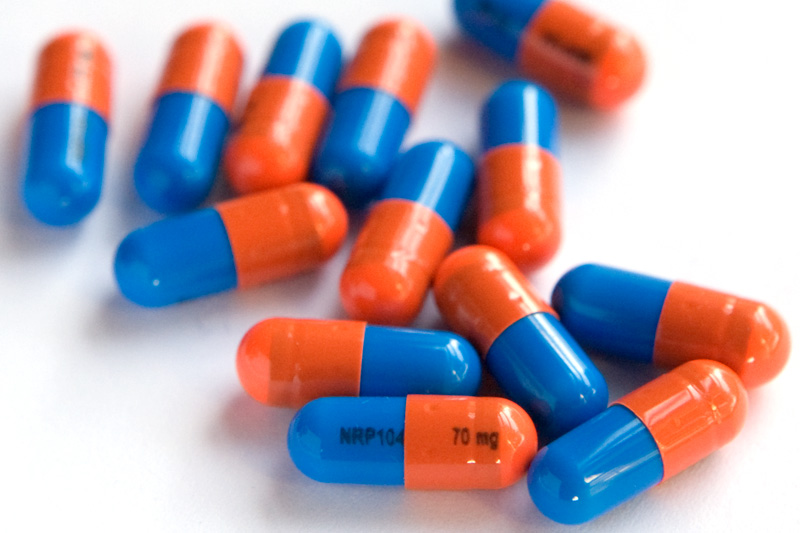
Капсулы амфетамина

Неизбирательные и необратимые ингибиторы моноаминоксидазы относятся к антидепрессантам первого поколения. Эти препараты необратимо блокируют оба типа моноаминоксидазы: МАО-А (фермент, вызывающий дезаминирование серотонина, норадреналина, частично дофамина) и МАО-Б (дезаминирование β-фенилэтиламина, дофамина и тирамина, поступающего в организм с пищей). К ним относятся производные гидразида изоникотиновой кислоты (ГИНК), или так называемые «гидразиновые» ИМАО — ипрониазид (ипразид), изокарбоксазид, ниаламид, а также производные амфетамина — транилципромин, паргилин.
Побочные эффекты
Большинство препаратов из этой группы не сочетается с рядом других лекарственных средств из-за инактивирования ряда ферментов печени (например, с большинством препаратов от кашля и простуды, большинством обезболивающих препаратов, пероральными гипогликемическими средствами, леводопой) и требует соблюдения специальной диеты для предупреждения тираминового («сырного») синдрома, под которым подразумевают стойкую артериальную гипертензию с риском инсульта или инфаркта миокарда.
К числу богатых тирамином продуктов, обуславливающих повышенный риск развития «сырного синдрома», относятся все сыры, кроме свежего домашнего сыра (творога), особенно острые и выдержанные; молоко, сливки, сметана, кефир; красное вино, пиво, содержащее дрожжи (неочищенное); копчёности, куриная и говяжья печень, мясные бульоны, маринады, жареная домашняя птица; икра, копчёная рыба, сельдь (сушёная либо солёная), вяленая и маринованная рыба; экстракты дрожжей; бобы, чечевица, фасоль, соя; квашеная капуста; перезрелые фрукты, консервированный инжир, бананы, авокадо, изюм; пряности; все виды печенья. При применении неселективных неизбирательных ИМАО эти продукты из рациона следует исключить; не следует употреблять их также в течение 14 дней после окончания приёма препаратов данной группы. В рационе должны быть только свежие продукты — в особенности это касается рыбы, мяса, птицы, потрохов.
Развитие «сырного синдрома» связано с нарушением дезаминирования тирамина, приводящим к повышению артериального давления; кроме того, проявляются токсические эффекты тирамина на паренхиматозные органы (печень, почки). Первым угрожающим симптомом является обычно резкая головная боль.
В настоящее время неизбирательные ингибиторы МАО используются достаточно редко. Это связано с их высокой токсичностью.
Ингибиторы МАО обладают большим числом побочных эффектов, к ним относят головокружение, головную боль, задержку мочеиспускания, запоры, утомляемость, сухость во рту, нечёткое зрение, кожные сыпи, ортостатическую гипотонию, тахикардию, отёки, увеличение массы тела, гепатотоксическое действие. Кроме того, вследствие выраженного психостимулирующего эффекта эти препараты могут вызывать эйфорию, бессонницу, тремор, гипоманическую ажитацию; вследствие накопления дофамина — бред, галлюцинации и другие психические нарушения. Приём ингибиторов МАО часто приводит к сексуальным побочным эффектам, таким как снижение либидо, эректильная дисфункция, задержка оргазма или его отсутствие, задержанная эякуляция или её отсутствие.
Как и другие антидепрессанты, ИМАО могут спровоцировать маниакальный эпизод у пациентов, имеющих соответствующую предрасположенность.

#### Избирательные ингибиторы
Более новые средства этого класса — избирательные ингибиторы МАО-А (моклобемид, пиразидол, инказан, бефол) либо МАО-B (селегилин) — применяются шире, так как дают значительно меньшие побочные эффекты, лучше переносятся и не требуют соблюдения специальной диеты. Риск лекарственных взаимодействий при приёме моклобемида ниже, чем при приёме неизбирательных ИМАО. Тем не менее, пациентам (особенно страдающим гипертонией) следует избегать большого количества пищи, содержащей тирамин; также следует избегать приёма симпатомиметиков. Избирательные ИМАО-А и избирательные ИМАО-B обладают более слабой антидепрессивной активностью по сравнению с неизбирательными ИМАО. Их антидепрессивный эффект несколько слабее такового у трициклических антидепрессантов.
Селегилин также используется при лечении болезни Паркинсона (в низких дозах). В антидепрессивных высоких дозах (например, 30 мг в сутки) он становится неизбирательным ингибитором МАО, поэтому должны соблюдаться соответствующие ограничения в диете.
Побочные эффекты
К возможным побочным эффектам избирательных ИМАО относятся нерезко выраженные сухость во рту, задержка мочи, тахикардия, диспептические явления; в редких случаях возможны головокружение, головная боль, тревога, беспокойство, тремор рук. Могут возникать также кожные аллергические реакции.

### Неселективные блокаторы обратного нейронального захвата моноаминов

#### Трициклические антидепрессанты

Тримипрамин. Характерная особенность «трицикликов» — три соединённых (конденсированных) кольца

Причиной, по которой трициклические антидепрессанты (ТЦА, трициклики) объединены в одну группу, является то, что они имеют три соединённых вместе кольца в молекуле, хотя структура этих колец и присоединённые к ним радикалы могут быть очень разными.
Блокируют обратный захват нейромедиаторов (преимущественно норадреналина и серотонина) пресинаптической мембраной. Показаны при лечении умеренной и тяжёлой эндогенной депрессии, симптоматика которой включает психомоторные и соматические симптомы, такие как расстройства сна и аппетита. Для большинства ТЦА характерна способность быстро редуцировать нарушения сна у страдающих депрессией. ТЦА присуща сильно выраженная анальгетическая активность.
Так как ТЦА являются давно применяемой группой антидепрессантов, по ним существует самая большая по объёму и качеству доказательная база, подтверждающая их терапевтическую мощность. Прежде практические руководства рекомендовали трициклические антидепрессанты как препараты первого выбора при тяжёлых, в частности суицидально опасных или психотических депрессиях, однако после того, как на рынке появились сравнимые по мощности антидепрессанты других групп, ТЦА утратили свои лидирующие позиции при лечении тяжёлых депрессий.
Препараты этой группы удобны также своей невысокой стоимостью и повсеместной доступностью, своей распространённостью, наличием дженериков. Удобны они и тем, что для них давно определён
диапазон терапевтически эффективных концентраций в крови и граница потенциально токсических концентраций; существуют надёжные лабораторные методы определения концентрации ТЦА и их основных фармакологически активных метаболитов в крови.
Недостатками ТЦА являются:
- большое количество побочных эффектов, вследствие этого — худшая переносимость препаратов данной группы и частое нежелание пациентов применять их;
- высокая токсичность при передозировке;
- наличие большого количества противопоказаний, что ограничивает их применение у пожилых и соматически ослабленных больных;
- тератогенный эффект;
- очень узкий терапевтический диапазон, мешающий существенно завышать дозу по сравнению с максимально допустимой по инструкции;
- перекрёстная резистентность (если у пациента оказался неэффективен один препарат этой группы, практически нет смысла назначать другой).

Внутри класса трицикликов выделяют два подкласса, различающиеся особенностями химического строения: трициклики, являющиеся третичными аминами, и трициклики, являющиеся вторичными аминами. Многие из трицикликов подгруппы вторичных аминов представляют собой активные метаболиты третичных аминов, образующиеся из них в организме. Например, дезипрамин — один из активных метаболитов имипрамина, нортриптилин — один из активных метаболитов амитриптилина.
Побочные эффекты
К наиболее характерным побочным действиям трициклических антидепрессантов относятся холинолитические (антихолинергические) эффекты: сухость во рту, запоры, задержка мочи, ухудшение зрения (мидриаз и паралич аккомодации). Менее частые антихолинергические побочные действия — повышение внутриглазного давления, тахикардия, иногда — дисфагия (нарушение акта глотания), ахалазия (нарушение проходимости) пищевода, непроходимость кишечника. Центральная антихолинергическая активность этих препаратов может приводить к снижению когнитивных функций (нарушениям памяти, процесса обучения, уровня бодрствования); в некоторых случаях, особенно у пожилых пациентов и пациентов с органической патологией, она приводит к развитию делирия — состояния, проявляющегося спутанностью сознания, тревогой, дезориентировкой, зрительными галлюцинациями. Вследствие блокады центральных холино-, адрено- и гистаминовых рецепторов возможны вялость, повышенная сонливость, снижение концентрации внимания и работоспособности. Возможно также развитие синдрома сухого глаза (ксерофтальмии). В некоторых случаях при приёме ТЦА может развиваться антихолинергический синдром.
Кроме того, к побочным эффектам трициклических антидепрессантов относят повышение массы тела, провоцирование эпилептического припадка, ортостатическую гипотонию (которая проявляется слабостью, головокружениями, обморочными состояниями), ортостатическую тахикардию, эпизодическую гипертензию, тошноту, рвоту, горечь во рту, нарушение перистальтики кишечника, недержание мочи, головную боль, эйфорию, гипоманию и спутанность сознания, неврологические нарушения (экстрапирамидные расстройства, парестезии, миоклонические подёргивания мышц, тремор, нистагм, атаксия, дизартрия, нарушения координации, периферическая невропатия); злокачественный нейролептический синдром, шизофреноподобный психоз и параноидные состояния, неблагоприятное влияние на печень и холестатическую желтуху, развитие глаукомы, гиперпролактинемию, сахарный диабет, макулопапулёзную сыпь с отёком (дерматоваскулит), крапивницу, анемию, агранулоцитоз, эозинофилию, тромбоцитопению, нарушение секреции антидиуретического гормона, тератогенный эффект.
При длительном приёме или при передозировке может проявляться кардиотоксическое действие (нарушения сердечной проводимости, аритмии, снижение сократительной активности миокарда, ишемические нарушения, инфаркт миокарда). ТЦА часто вызывают сексуальные побочные эффекты: снижение либидо и оргазма, эректильную дисфункцию, задержку эякуляции, задержку оргазма, болезненную эякуляцию и болезненный оргазм. При биполярном расстройстве (в том числе при невыявленном ранее биполярном расстройстве у пациентов с депрессивной фазой) для ТЦА характерны высокая частота инверсий фазы в манию или гипоманию, развитие смешанных состояний или быстрой цикличности.
Приём ТЦА беременными связан с повышенным риском невынашивания беременности, индуцированных родов и кесарева сечения. Существуют противоречивые данные относительно того, вызывают ли трициклические антидепрессанты пороки развития. При приёме трициклических антидепрессантов в поздние сроки беременности у новорождённого может развиваться синдром отмены, который проявляется главным образом раздражительностью, затруднением питания, расстройствами сна и судорогами, в тяжёлых случаях — нарушениями дыхания, задержкой мочи, тахикардией, цианозом и повышением мышечного тонуса.
Возникающие при приёме трициклических антидепрессантов нежелательные эффекты, взаимодействие со многими лекарствами существенно ограничивают их применение, особенно в амбулаторной практике. По статистическим данным, пациенты часто принимают ТЦА в дозах ниже эффективных из-за непереносимости побочных действий либо из-за недостаточного повышения дозировки клиницистами. Амитриптилин, наиболее часто назначаемый препарат из группы ТЦА, является стандартом, с которым обычно сравнивают эффективность и переносимость антидепрессантов новых классов. В то же время он ненамного эффективнее, чем другие антидепрессанты, и его потенциальная польза незначительно превышает неудовлетворительную переносимость. С другой стороны, амитриптилин может являться препаратом выбора для малообеспеченных пациентов, оптимальным по соотношению «цена — качество».
В странах Европейского союза и США ТЦА больше не используются как антидепрессанты первой линии из-за наличия у них тяжёлых побочных действий.
Существует значительный риск злоупотребления трициклическими антидепрессантами подгруппы третичных аминов, что, возможно, связано с их антигистаминным и антихолинергическим эффектом. В Международной классификации болезней злоупотребление антидепрессантами относится к рубрике F55.0 — злоупотребление веществами, не вызывающими зависимость.

##### Третичные амины

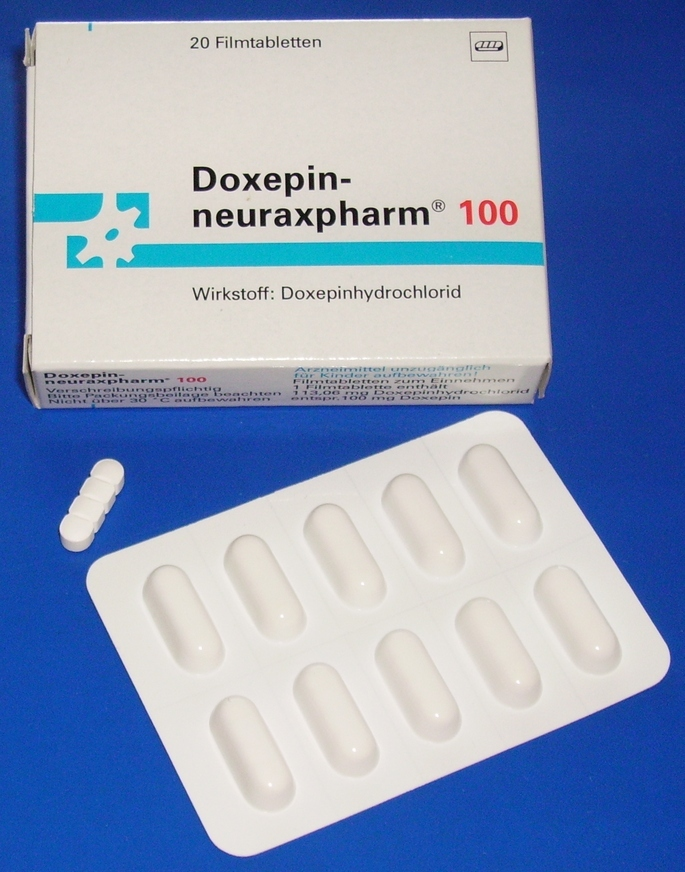
Доксепин — один из третичных аминов

Третичные амины, как правило, отличаются более сильной седативной и противотревожной активностью, чем вторичные амины, более выраженными побочными эффектами (М-холинолитическими, антигистаминными, α-адреноблокирующими), более сильной антидепрессивной активностью и более сбалансированным влиянием на обратный захват как норадреналина, так и серотонина. Типичными представителями третичных аминов являются амитриптилин, кломипрамин (анафранил), имипрамин (мелипрамин, тофранил), тримипрамин (герфонал), доксепин, дотиепин (досулепин).

##### Вторичные амины
Вторичные амины (дезипрамин, нортриптилин, протриптилин), как правило, отличаются более выраженной стимулирующей активностью, меньшим седативным и противотревожным эффектом, лучше переносятся и дают меньше М-холиноблокирующих, антигистаминных и α-адреноблокирующих побочных эффектов, но зато обладают и меньшей антидепрессивной активностью и несбалансированностью (в большей степени ингибируют обратный захват норадреналина, почти не влияя на обратный захват серотонина).

#### Атипичные трициклики
Выделяют также особую подгруппу так называемых атипичных трицикликов. Атипичными трицикликами называют препараты, которые обладают трициклическим строением, но для которых антидепрессивное действие либо не является основным или главным в спектре их фармакологической активности, либо имеет другой механизм, чем влияние на обратный захват моноаминов, характерное для классических трицикликов.
К атипичным трицикликам относятся:
- Транквилизатор алпразолам (ксанакс), являющийся по строению триазоло-бензодиазепином и соединяющий свойства сильного бензодиазепинового транквилизатора и трициклического антидепрессанта.
- Антипаркинсонический препарат амантадин (мидантан), являющийся по строению трициклическим аминоадамантаном и соединяющий свойства антипаркинсонического препарата и трициклика.
- Противосудорожный препарат карбамазепин (финлепсин), являющийся по строению трициклическим иминостильбеном и соединяющий свойства противосудорожного препарата, трициклического антидепрессанта и нормотимика (стабилизатора настроения).
- Целый ряд так называемых антидепрессивных нейролептиков трициклического строения, в частности производных фенотиазина — тиоридазин (сонапакс), левомепромазин (тизерцин), алимемазин (терален); производных тиоксантена — хлорпротиксен, флупентиксол (флюанксол); производных дибензодиазепина — клозапин (азалептин, лепонекс). Антидепрессивное действие эти препараты проявляют в малых дозах: за счёт воздействия на пресинаптические рецепторы и усиления дофаминергической передачи[92] — механизма, противоположного угнетению дофаминергической передачи при приёме нейролептиков в дозах, применяемых для лечения психозов.
- Препарат тианептин (коаксил), являющийся трицикликом по строению, но имеющий принципиально иной механизм действия, чем у типичных, классических трицикликов, а именно облегчение обратного захвата серотонина с одновременной блокадой его разрушения (то есть увеличение запасов серотонина в нейрональных депо). На территории России этот препарат внесён в списки ПКУ (предметно-количественного учёта) вследствие злоупотребления в качестве наркотического средства[93]. Многие наркоманы пытались заменить им героин, что привело к тяжким последствиям: слепоте, ампутациям конечностей, смерти[94][95].
- Препарат аминептин (сюрвектор), являющийся трицикликом по строению (близким к тианептину), но имеющий особый механизм действия (селективная блокада обратного захвата дофамина при почти полном отсутствии блокады обратного захвата других моноаминов) и отличающийся тем, что является почти единственным антидепрессантом, для которого известно наркотическое пристрастие и который включён в международный Schedule II (Controlled Substances).

#### Гетероциклические (тетрациклические) антидепрессанты
В эту группу выделяют антидепрессанты, имеющие тетрациклическое (четырёхциклическое) строение и сходство по механизму действия (влияние на обратный захват моноаминов) с трициклическими антидепрессантами. Иными словами, это «как бы трициклики» по механизму действия, но не трициклики по химическому строению. Препараты данной группы называют антидепрессантами второй генерации.
Важнейшим представителем этой группы является мапротилин (лудиомил). Условно в неё же можно отнести пирлиндол (пиразидол), метралиндол, миртазапин (ремерон) и миансерин (леривон), так как эти препараты тоже имеют тетрациклическое строение и в качестве одного из механизмов действия (но не главного) имеют влияние на обратный захват моноаминов, однако не обладают всеми характерными и для трицикликов, и для мапротилина побочными эффектами.

### Селективные ингибиторы обратного нейронального захвата

#### Селективные ингибиторы обратного захвата серотонина

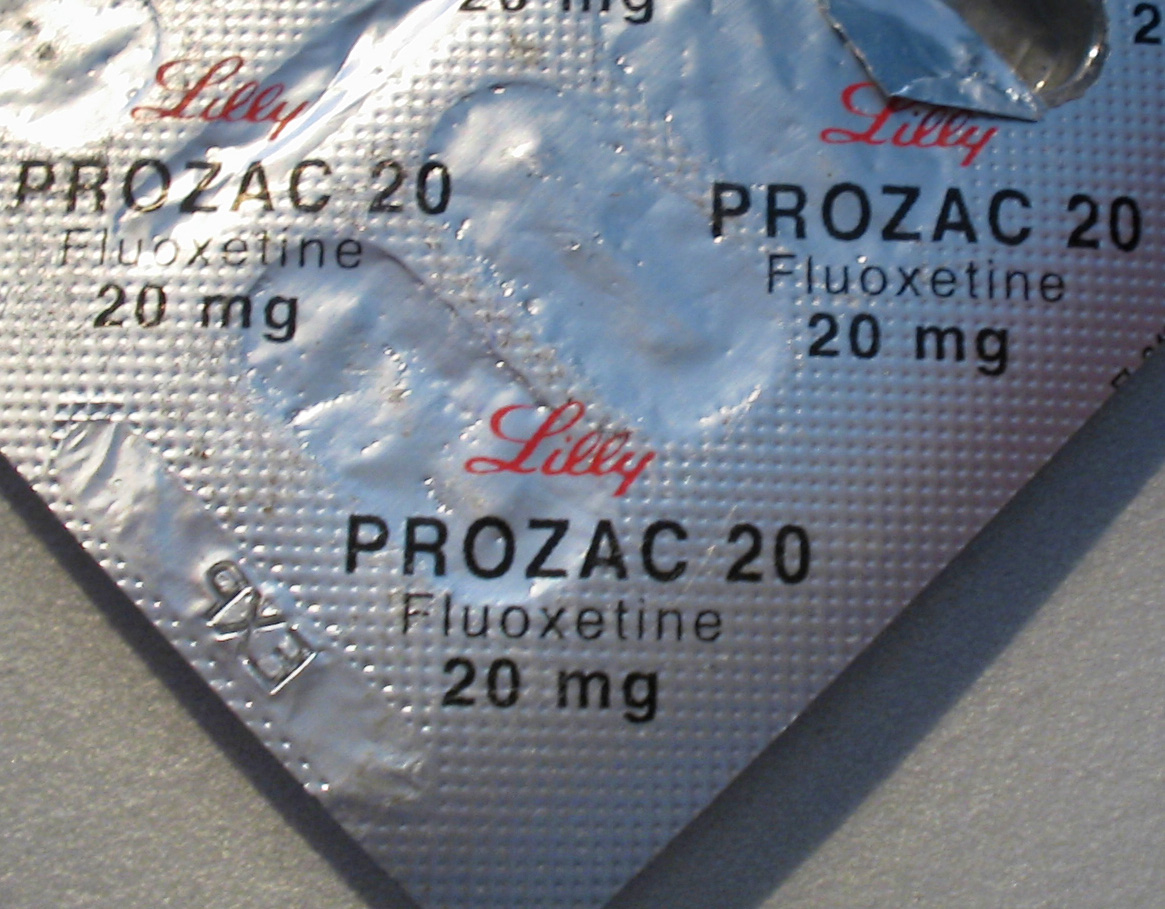
«Прозак» — торговое название флуоксетина. Это типичный представитель селективных ингибиторов обратного захвата серотонина

Селективные ингибиторы обратного захвата серотонина (СИОЗС) — это группа современных и сравнительно легко переносимых антидепрессантов. В отличие от ТЦА, для них значительно менее свойственны антихолинергические (холинолитические) побочные эффекты, редко возникает ортостатическая гипотензия и седация; риск кардиотоксического действия при передозировке значительно ниже.
Механизм действия СИОЗС — ингибирование обратного захвата (реаптейка) серотонина, что приводит к увеличению количества серотонина в синаптической щели. Однако по мере накопления данных о действии этой группы антидепрессантов было выяснено, что, кроме ингибирования обратного захвата серотонина, они имеют и другие, так называемые вторичные фармакологические свойства (выраженные в меньшей мере). В частности, они могут ингибировать обратный захват норадреналина и дофамина, оказывать прямое стимулирующее действие на серотониновые 5-HT2С-рецепторы, ингибировать мускариновые холинорецепторы. Каждый из СИОЗС обладает своим, индивидуальным набором этих вторичных фармакологических свойств.
Сегодня препараты этой группы назначаются чаще всего во многих странах. Помимо терапии депрессии, используются также при тревожном неврозе, социальных фобиях, паническом расстройстве, обсессивно-компульсивном расстройстве, расстройствах приёма пищи, хронических болях, иногда при посттравматическом стрессовом расстройстве.
Известные представители — флуоксетин (прозак, портал, продеп, фонтекс, серомекс, серонил, сарафем), пароксетин (паксил, актапароксетин, рексетин, паксет, сероксат, аропакс, аркетис), циталопрам (целекса, ципрамил, эмокаль, опра, сепрам, цитагексал), эсциталопрам (лексапро, ципралекс, селектра, эзопрам), сертралин (золофт, депрефолт, люстрал, стимулотон, серлифт, асентра), флувоксамин (феварин, рокона, иффифлок, лювокс, фавоксил, фаверин, депривокс), вилазодон (виибрид), дапоксетин (прилиджи).
Побочные эффекты
Наиболее частыми побочными эффектами СИОЗС являются гастроэнтерологические, такие как тошнота, рвота, диспепсия, боли в животе, диарея, запоры.
К побочным эффектам СИОЗС относятся также бессонница, обострение тревоги, головная боль, головокружение, отсутствие либо снижение аппетита, физическая слабость, повышенная утомляемость, сонливость, тремор, потливость, сексуальные нарушения (ослабление либидо или потенции, торможение (замедление) эякуляции либо аноргазмия, фригидность), экстрапирамидные расстройства (беспокойная непоседливость, усиление паркинсонизма или его появление, гипертонус мышц, тризм челюстей, дистония, острые дискинезии), гиперпролактинемия (повышение пролактина), увеличение массы тела, остеопороз.
Кроме того, возможны раздражительность, агрессивность, повышенная возбудимость и нервозность, дисфория, инверсия знака фазы из депрессии в манию или гипоманию либо учащение и ускорение цикла с формированием «быстрого цикла».
Нередко отмечались случаи так называемого СИОЗС-индуцированного апатического синдрома — возникающих при приёме СИОЗС утраты мотивации и эмоционального притупления, не являющихся результатом седации или симптомом депрессии; этот синдром имеет дозозависимый характер и обратим при отмене, приводит к значительному снижению качества жизни у взрослых, социальным трудностям и трудностям в обучении у подростков.
Существует также пост-СИОЗС сексуальная дисфункция, которая в редких случаях продолжается долгое время после того, как применение антидепрессантов было прекращено. Может быть необратимой.
Редкими побочными эффектами СИОЗС являются брадикардия, кровотечение, гранулоцитопения, судороги, гипонатриемия, поражение печени, серотониновый синдром.
Иногда приём СИОЗС приводит к развитию закрытоугольной глаукомы.
Применение СИОЗС во время третьего триместра беременности связано с симптомами отмены у новорождённых, а также с повышенным риском возникновения у них лёгочной гипертензии. Возможно развитие у новорождённых, матери которых принимали во время беременности СИОЗС, синдрома плохой адаптации, проявляющегося тремором, повышением мышечного тонуса и периостальных рефлексов, толчкообразными движениями, нарушениями питания или пищеварения, раздражительностью, ажитацией, угнетением дыхания, обратимыми нарушениями сердечной проводимости. Есть также данные о том, что приём ингибиторов обратного захвата серотонина во время беременности может приводить к нарушениям психического развития у детей, в частности расстройствам аутистического спектра. Приём СИОЗС беременными приводит к повышенному риску развития речевых и языковых расстройств у детей.

#### Селективные ингибиторы обратного захвата норадреналина
Селективные ингибиторы обратного захвата норадреналина (СИОЗН) — это современная группа антидепрессантов, характерным свойством которой является выраженное стимулирующее действие при отсутствии или малой выраженности седативного эффекта. Известные представители группы — ребоксетин (эдронакс), атомоксетин (страттера). По данным некоторых исследований, эти препараты превосходят по эффективности селективные ингибиторы обратного захвата серотонина, по крайней мере при лечении тяжёлых депрессий.
Побочные эффекты
При применении ребоксетина могут возникать бессонница, головокружение, сухость во рту, тахикардия, ортостатическая гипотензия, затруднение мочеиспускания, запор, повышенное потоотделение, импотенция. При применении атомоксетина отмечался высокий риск таких побочных эффектов, как раздражительность, агрессивность, мания, гипомания.

#### Селективные ингибиторы обратного захвата серотонина и норадреналина

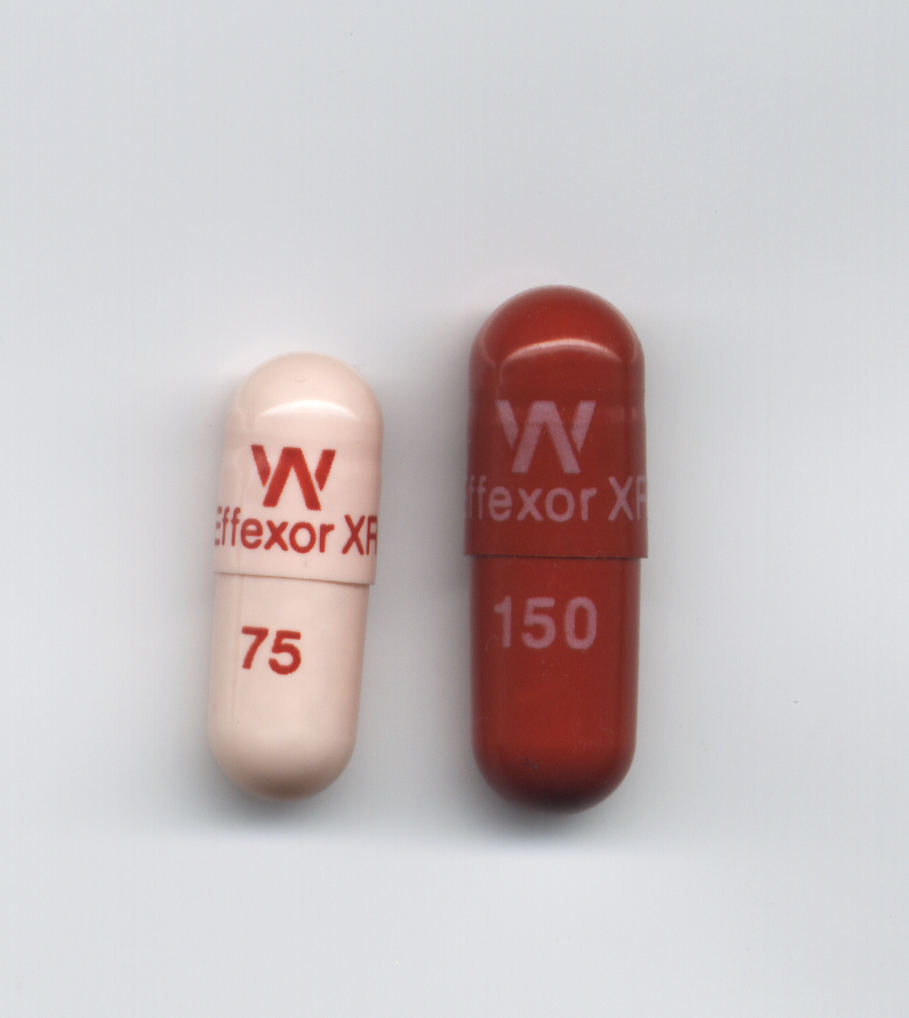
Венлафаксин выпускается в капсулах

Селективные ингибиторы обратного захвата серотонина и норадреналина (СИОЗСиН), или антидепрессанты «двойного действия» (double-action antidepressants), — это современная группа антидепрессантов с малыми или минимальными побочными эффектами и хорошей переносимостью. Препараты данной группы являются мощными антидепрессантами, превосходящими по антидепрессивной активности селективные ингибиторы обратного захвата серотонина, и приближаются по силе к трициклическим антидепрессантам. Эти препараты особенно эффективны при лечении тяжёлых депрессий. Известные представители данной группы — венлафаксин (велаксин, велафакс, венлаксор, эфевелон), десвенлафаксин (пристик, элифор), дулоксетин (симбалта), милнаципран (иксел). Новым представителем группы также является левомилнаципран (фетцима) — левовращающий энантиомер милнаципрана.
Венлафаксин и дулоксетин в обычных терапевтических дозах демонстрируют больший показатель обратного захвата серотонина, чем норадреналина, в то время как милнаципран в обычных дозах более избирательно ингибирует обратный захват норадреналина:42. В дозах ниже 150 мг венлафаксин действует как СИОЗС с очень коротким периодом полувыведения, при повышении его дозировки усиливается норадренергический механизм.
СИОЗСиН значительно легче переносятся, чем трициклические антидепрессанты, и для них нехарактерны или в гораздо меньшей степени характерны присущие ТЦА побочные эффекты: антихолинергические побочные действия (запоры, задержка мочи, обострение глаукомы), α-адреноблокирующее и гипотензивное действие (ортостатическая гипотензия и ортостатическая тахикардия), седативный эффект и повышение массы тела. Из представителей группы СИОЗСиН лишь венлафаксин не лишён выраженных антихолинергических побочных действий, способности вызывать седативный эффект и повышение массы тела. СИОЗСиН реже ТЦА вызывают развитие мании или гипомании, развитие смешанных состояний либо быстрого цикла при лечении. Переносимость СИОЗСиН приближается к переносимости СИОЗС, хоть и уступает ей.
При этом считается, что СИОЗСиН не уступают или лишь в небольшой мере уступают ТЦА по антидепрессивному действию и что они являются препаратами выбора при тяжёлых и суицидальных депрессиях, при психотической депрессии (совместно с антипсихотиками). Также СИОЗСиН обладают сильным анальгетическим эффектом и превосходят по этому параметру СИОЗС.
Побочные эффекты
СИОЗСиН имеют больше побочных эффектов, чем СИОЗС, и потому не могут быть рекомендованы в качестве препаратов первой линии при депрессиях лёгкой и умеренной степени. Характер и частота побочных эффектов представителей этой группы различаются. Возможны побочные явления со стороны сердечно-сосудистой системы (повышение артериального давления, тахикардия, нарушение периферического кровообращения), со стороны желудочно-кишечной системы (тошнота, рвота, понос, спастические запоры), со стороны нервной системы (головная боль, головокружение, тризм, тремор, акатизия или другие экстрапирамидные расстройства, сонливость, бессонница, обострение тревоги и бессонницы, обострение суицидальных тенденций, развитие мании или гипомании), при приёме венлафаксина и милнаципрана — со стороны мочеполовой системы (дизурические явления, аноргазмия, снижение либидо, торможение эякуляции). Возможны также повышенное потоотделение, гипергликемия, мидриаз, повышение внутриглазного давления, сухость во рту.
Сексуальные расстройства при применении венлафаксина встречаются не менее часто, чем при применении СИОЗС, которое связано с высоким риском такого рода нарушений. Характерным для венлафаксина побочным эффектом также является тошнота, которая зависит от дозы и проходит со временем. Кроме того, при терапии венлафаксином возможно — особенно в начале лечения — возникновение таких побочных эффектов, как психомоторное возбуждение, тревога, астения, гипертонус мышц, нарушения аккомодации, снижение аппетита, диспепсия, повышение активности печёночных трансаминаз, повышение уровня холестерина в плазме крови, кровоточивость кожных покровов и слизистых оболочек. Иногда развивается системная гипертензия, поэтому всем принимающим венлафаксин пациентам необходимо периодически в первые месяцы лечения, а также при повышении дозы измерять артериальное давление.
Милнаципран, по причине его стимулирующего эффекта, нередко провоцирует тревогу и упорную бессонницу; также с его приёмом ассоциируются тремор и повышение активности печёночных трансаминаз.

#### Селективные ингибиторы обратного захвата норадреналина и дофамина
Селективные ингибиторы обратного захвата норадреналина и дофамина (СИОЗНиД) — современная группа антидепрессантов с минимальными побочными эффектами и хорошей переносимостью. Единственным известным сегодня представителем этого класса антидепрессантов является бупропион (велбутрин, зибан). К отличительным особенностям бупропиона относятся малая вероятность инверсии знака фазы в манию или гипоманию и малая вероятность провокации «быстрого цикла» — меньшая, чем у СИОЗС, и гораздо меньшая, чем у ТЦА или ИМАО и других мощных антидепрессантов. В связи с этим бупропион особенно рекомендуется больным с биполярной депрессией, склонным к инверсии фазы или развитию «быстрого цикла» при лечении различными антидепрессантами.
Бупропиону свойственно общее стимулирующее и психоэнергизирующее действие (настолько выраженное, что рядом специалистов он ранее классифицировался не как антидепрессант, а как психостимулятор, несмотря на отсутствие наркотических свойств). С этим связано то, что бупропион имеет преимущества в лечении вяло-апатических депрессий и депрессий, в которых преобладает ангедония и снижение мотивации, а также возможно его применение как корректора при развитии СИОЗС-индуцированного синдрома апатии.
Для бупропиона характерно растормаживающее действие на либидо, в связи с чем он часто применяется как корректор сексуальных побочных эффектов других антидепрессантов.
Побочные эффекты
Обычно препарат переносится хорошо, но могут (прежде всего в начале лечения) возникнуть ажитация, беспокойство, бессонница, тревога, желудочно-кишечные побочные явления. Препарат не рекомендуется применять у пациентов с нервной анорексией и булимией по причине его свойства снижать аппетит, которое, однако, может быть полезным у депрессивных пациентов с гиперфагией или у тех, кто набрал избыточный вес в ходе лечения ТЦА. При приёме бупропиона возможно развитие гипертензии. У некоторых пациентов, принимающих бупропион, отмечались изменения поведения, развитие депрессии или усугубление имеющихся депрессивных симптомов, появление суицидальных мыслей и поведения.
При применении бупропиона сильно снижается судорожный порог, что нежелательно для пациентов с нарушениями на ЭЭГ, с черепно-мозговой травмой в анамнезе и др.

### Агонисты рецепторов моноаминов

#### Норадренергические и специфические серотонинергические антидепрессанты
Норадренергические и специфические серотонинергические антидепрессанты (НаССА) — современная группа антидепрессантов с минимальными побочными эффектами и хорошей переносимостью, известными представителями которой являются сходные по строению препараты миансерин (леривон, бонсерин) и миртазапин (ремерон, миртазонал). Специфическими серотонинергическими они называются из-за того, что, блокируя «тормозные» пресинаптические α2-адренорецепторы и увеличивая содержание норадреналина и серотонина в синапсах, эти препараты одновременно сильно блокируют постсинаптические серотониновые 5-HT2 и 5-HT3 рецепторы, ответственные за проявление ряда «серотонинергических» побочных эффектов препаратов группы СИОЗС (такие, как сексуальные расстройства, бессонница и тревога, тошнота и рвота, понижение аппетита, анорексия, выпадение волос).
Побочные эффекты
Хотя для НаССА не характерны побочные эффекты, присущие СИОЗС, они обладают и собственным спектром побочных действий. При приёме миртазапина чаще всего возникают заторможенность, сонливость, повышение аппетита, прибавка в весе; редко — отёки, тремор, судороги, головные боли, агранулоцитоз, ортостатическая гипотензия. Приём миансерина ассоциируется с сонливостью, артериальной гипотензией, нарушением функции печени, лейкопенией, тяжёлым агранулоцитозом, болями в суставах.

#### Специфические серотонинергические антидепрессанты
Специфические серотонинергические антидепрессанты (ССА) — группа антидепрессантов со сравнительно малыми побочными действиями и хорошей переносимостью. Наряду с блокированием обратного захвата серотонина и повышением серотонинергической нейропередачи препараты этой группы сильно блокируют «плохие» в контексте лечения депрессии серотониновые рецепторы подтипа 5-HT2, чем объясняется малая вероятность сексуальных побочных эффектов, а также малая вероятность обострения тревоги, бессонницы и нервозности по сравнению с СИОЗС. Часто наблюдается, напротив, повышение либидо и сексуальное растормаживание, улучшение качества и яркости оргазма, в связи с чем ССА иногда применяются как корректоры сексуальных побочных эффектов других антидепрессантов.

Химическая структура тразодона

К препаратам этой группы относятся тразодон (триттико) и его более новое производное нефазодон (серзон).
Антидепрессивная активность этих препаратов оценивается как умеренная. При тяжёлых депрессиях ССА неэффективны или недостаточно эффективны.
Специфической особенностью ССА, особенно тразодона, является сильное нормализующее влияние на фазовую структуру сна и способность подавлять кошмары за счёт уменьшения доли фазы быстрого сна, увеличенной при депрессиях и тревожных состояниях. Это влияние реализуется даже в малых дозах, не оказывающих заметного антидепрессивного влияния. Поэтому тразодон получил широкое распространение и особую любовь психиатров в странах Запада в качестве снотворного и седативного препарата при бессоннице (не только депрессивного происхождения), а также как корректор бессонницы и кошмаров при терапии СИОЗС или ТЦА. Однако равная эффективность тразодона в сравнении с другими антидепрессантами при лечении депрессии ставится под сомнение.
Тразодон также обладает способностью улучшать эректильную функцию у мужчин (вплоть до вызывания приапизма — болезненных спонтанных эрекций), не связанной с антидепрессивной активностью и реализующейся при любом типе функционального (не органического) нарушения эрекции. Благодаря этому свойству тразодон широко используется для лечения импотенции, эректильной дисфункции, в том числе не связанной с депрессией или тревогой.
Побочные эффекты
Побочными эффектами тразодона являются чрезмерная седация, ортостатическая гипотензия, тошнота и рвота, в редких случаях — сердечная аритмия.
У нефазодона вскоре после начала его клинического применения выявилась довольно значительная (1 %) гепатотоксичность (токсичность для печени), в отдельных случаях приводившая к летальным исходам, что вынудило американскую FDA сначала потребовать упоминания об этом крупными буквами в чёрной рамке в начале вкладки-аннотации к препарату и указать на необходимость информированного согласия пациента на лечение нефазодоном, а затем вообще запретить производство и распространение нефазодона в США.
После этого фирма-производитель нефазодона объявила об отзыве препарата из аптечной сети во всех странах и прекращении его производства. Между тем нефазодон, если бы не его токсичность для печени, мог бы расширить арсенал антидепрессантов — он, в отличие от тразодона, не вызывает непроизвольных болезненных эрекций, обладает значительно меньшим седативным действием и лучшей переносимостью, почти не снижает артериального давления и в то же время обладает сильной антидепрессивной активностью.

### Мелатонинергический антидепрессант
Антидепрессант необычной структуры и спектра действия агомелатин («вальдоксан») стимулирует мелатониновые (MT1 и MT2) и блокирует серотониновые 5-HT2C рецепторы. Не влияет на другие типы серотониновых рецепторов, на обратный захват нейромедиаторных моноаминов, не связывается с адренергическими, холинергическими, дофаминовыми, гистаминовыми и бензодиазепиновыми рецепторами, поэтому лишён обычных для антидепрессантов побочных явлений. В дополнение к антидепрессивным свойствам агомелатин является единственным антидепрессантом, способным нормализовать нарушенные циркадные ритмы (ритмы сна — бодрствования).
Побочные эффекты
Наиболее часто при приёме агомелатина могут встречаться такие побочные явления, как головная боль, головокружение, сонливость, бессонница, тревожность, тошнота, диарея, запор, боли в животе, повышенное потоотделение, боль в спине, чувство усталости; редко — повышение или снижение веса, галлюцинации, аллергические реакции.
Со стороны гепатобилиарной системы: повышение активности щелочной фосфатазы, гепатит, увеличение активности ГГТ, АЛТ и АСТ, желтуха, печёночная недостаточность.

### Предшественники серотонина
L-триптофан и 5-окситриптофан (5-гидрокситриптофан, 5-НТР) являются прекурсорами (предшественниками) серотонина (5-окситриптамина, 5-НТ): серотонин синтезируется из триптофана окислением в 5-окситриптофан, затем декарбоксилированием. Гипотеза о том, что при депрессивных расстройствах уменьшается содержание в мозге серотонина, привела к терапевтическому использованию L-триптофана и 5-окситриптофана. Они применяются как в качестве монотерапии, так и в сочетании с традиционными антидепрессантами. Имеются данные контролируемых испытаний, согласно которым добавление L-триптофана может усиливать терапевтический эффект ИМАО. Назначение L-триптофана рекомендуется для дополнительного потенцирования серотонинергических эффектов комбинаций «литий + ИМАО» и «литий + кломипрамин» («серотониновый коктейль»).
Побочные эффекты
К побочным действиям L-триптофана относятся тошнота и анорексия. Кроме того, он вызывает сонливость днём, а если принимать его вечером — может улучшать ночной сон. 5-окситриптофан может вызывать диарею, рвоту, при передозировке у пациентов с карциноидным раком — повреждение клапана сердца или фиброз сердца. При сочетании триптофана и 5-окситриптофана с традиционными антидепрессантами (СИОЗС, ИМАО) возможен серотониновый синдром.

## Показания к применению антидепрессантов
Антидепрессанты — это группа препаратов, применяемая для лечения и профилактики депрессии, в том числе в рамках биполярного расстройства. Однако антидепрессанты в клинической практике используют и с целью коррекции других нарушений. Среди них панические состояния, неврозы, обсессивно-компульсивные нарушения (применяются СИОЗС), энурез (применяются ТЦА в качестве дополнительной терапии), хронические болевые синдромы (применяются СИОЗС и ТЦА).
Известны случаи эффективного использования антидепрессантов в качестве компонента вспомогательной терапии при лечении булимии, табакокурения, ранней эякуляции. Также антидепрессанты с успехом применяют при коррекции структуры сна.
Не рекомендуется использовать антидепрессанты при лёгкой депрессии из-за неоптимального соотношения критериев «риск—польза». Исключение составляют случаи, когда симптомы остаются стойкими после применения других методов лечения, а также при наличии в анамнезе умеренной или тяжёлой депрессии.

## Противопоказания
Индивидуальная непереносимость, психомоторное возбуждение, судорожные припадки, острые случаи спутанности сознания, заболевания печени и почек в стадии декомпенсации, стойкая артериальная гипотензия, нарушения кровообращения, беременность, тиреотоксикоз.
Противопоказания к приёму ТЦА и гетероциклических антидепрессантов: острый и восстановительный период перенесённого инфаркта миокарда, декомпенсированные пороки сердца, нарушения проводимости сердечной мышцы, гипертоническая болезнь 3 степени, заболевания крови, язвенная болезнь желудка и двенадцатиперстной кишки, закрытоугольная глаукома, гипертрофия предстательной железы, атония мочевого пузыря, пилоростеноз, паралитическая непроходимость кишечника, рефлюкс-эзофагит, эпилепсия, грудное вскармливание, детский возраст до 12 лет, маниакальная фаза. Пациентам, страдающим деменцией, нежелательно назначать антидепрессанты с сильным антихолинергическим действием (ТЦА) из-за риска усиления когнитивных нарушений, а в случае, если всё же необходимо применять препараты данной группы, назначать их лишь в низких дозах. ТЦА также противопоказаны при наличии делирия в анамнезе.
Противопоказания к приёму избирательных ИМАО: грудное вскармливание, детский возраст, совместное применение с селегилином, феохромоцитома.
Противопоказания к приёму СИОЗС: психотическая депрессия, грудное вскармливание, отравление психотропными средствами, алкоголем.

## Особенности действия
Антидепрессанты являются сильнодействующими препаратами, всегда требующими индивидуального подбора конкретного препарата и дозы, поэтому их самостоятельный приём без назначения врача не рекомендуется.
Антидепрессанты практически не способны улучшить настроение у здорового человека, их рекреационное использование маловероятно или практически невозможно. Исключение представляют собой ИМАО, а также коаксил, который часто применяли в рекреационных целях, что привело к внесению его в списки предметно-количественного учёта.
Не существует доказательных данных о большей эффективности либо о более быстром действии антидепрессантов какой-то одной группы (считается, впрочем, что амитриптилин, кломипрамин и венлафаксин несколько эффективнее, чем СИОЗС, при лечении тяжёлых госпитализированных депрессивных пациентов). Значение имеют различия антидепрессантов по профилю побочных эффектов, возможности взаимодействия с другими препаратами и степени опасности передозировки; более новые антидепрессанты переносятся лучше, чем старые, что влияет на вероятность отказа пациентов от их приёма и имеет большое значение для клинической практики.
В метаанализе 2009 года, сравнивавшем 12 антидепрессантов нового поколения, значительно превосходящими остальные были признаны миртазапин, эсциталопрам, венлафаксин и сертралин. Существуют данные в пользу того, что комбинация двух антидепрессантов (например, миртазапина с флуоксетином или венлафаксином) позволяет увеличить число ремиссий вдвое по сравнению с терапией одним препаратом. На основании других исследований, напротив, высказывается мнение, что назначение двух антидепрессантов с различным механизмом действия вместо одного не приводит к повышению эффективности лечения, при этом возрастает частота и выраженность побочных действий.
При приёме антидепрессантов возможны изменения аппетита и массы тела. Например, миртазапин и пароксетин их увеличивают, в то время как некоторые другие антидепрессанты (такие, как бупропион и венлафаксин) уменьшают.

### Сроки перед началом антидепрессивного действия
Антидепрессанты не действуют сразу — обычно должно пройти не менее 2—3 недель до того, как начнёт проявляться их основное терапевтическое, то есть антидепрессивное действие. (Исключение составляют так называемые «быстрые» антидепрессанты, основной эффект которых развивается уже к концу первой недели терапии; наиболее известны среди них кломипрамин, нортриптилин, мапротилин, миртазапин, венлафаксин, пароксетин и бупропион. На первой неделе терапии развивается также антидепрессивное действие ИМАО.) Тем не менее часто присутствует и немедленный терапевтический эффект, который можно объяснить седативным или, наоборот, стимулирующим действием и который не является специфическим именно для антидепрессантов.
В некоторых случаях антидепрессивное действие развивается лишь через 6—8 недель приёма препарата: например, при применении СИОЗС, хотя чаще всего тимоаналептический эффект СИОЗС формируется к концу 2—5-й недели терапии, а при применении циталопрама и пароксетина — через 12—14 дней после начала их приёма.
Если обнаруживается неполный терапевтический эффект, лечение продлевают на 4—6 недель. Существуют исследования, описывающие группы пациентов, более медленно отвечающих на терапию: таким пациентам требовалось около 10—16 недель для начала проявления основного эффекта:34.

### Выбор антидепрессанта
При выборе источника информации о действии лекарственного препарата и при последующем выборе схемы фармакотерапии практикующий врач может прямо или косвенно подвергаться информационному воздействию со стороны фармкомпаний, что актуализирует разработку объективных методов подбора антидепрессантов. Собственно клиническая часть проблемы также связана с тем, что действие многих антидепрессантов становится явным не ранее второй недели терапии (см. выше) и, в случае неэффективности или недостаточной эффективности выбранного препарата, врач, ориентируясь на клинический эффект назначения, имеет возможность сменить антидепрессант на более эффективный (подходящий) лишь через несколько недель после начала приёма препарата пациентом. Для решения проблемы объективного подбора антидепрессантов сегодня разрабатываются различные методики, однако до сих пор выбор антидепрессантов является недостаточно формализованным.
Особенно важными при выборе антидепрессанта для терапии депрессии являются следующие факторы:
- тяжесть депрессивного расстройства[157];
- профиль клинических проявлений депрессии: оценка наличия тревоги, бессонницы, ажитации и заторможенности, риска суицидального поведения[157];
- наличие сопутствующих медицинских заболеваний или состояний, которые можно ухудшить применением того или иного конкретного антидепрессанта[158];
- переносимость и ответ на антидепрессивную терапию в прошлом[157], предшествующий опыт применения данного антидепрессанта у пациента[158];
- взаимодействия антидепрессантов и препаратов, применяющихся для лечения сопутствующей патологии[157];
- краткосрочные и долгосрочные побочные действия антидепрессантов[144];
- токсичность препаратов при передозировке (должна приниматься в расчёт при применении у пациентов с риском суицида[144];
- наличие у врача опыта применения данного антидепрессанта[144];
- комплаентность пациента[144];
- история применения данного антидепрессанта у родственников первой линии[144];
- предпочтения пациента[144];
- наличие тех или иных финансовых ограничений[144];
- доступность конкретных препаратов, наличие лицензированного поставщика антидепрессанта[144].

Выбор антидепрессанта должен определяться не только опытом и решением врача, но также и желанием пациента и факторами, с ним связанными.

### Этапы терапии
После купирования депрессивной симптоматики терапия продолжается: это обусловлено высокой вероятностью рецидива в ближайший период. При рекуррентной депрессии, то есть в случае рецидивирующих эпизодов, необходимо рассмотреть вопрос о длительной профилактической терапии антидепрессантами (в несколько лет), при биполярной депрессии — нормотимиками.
Традиционно этапы лечения подразделяют на острое (купирующее), продолжающееся (стабилизирующее) и поддерживающее (профилактическое) лечение:34. Купирующая терапия направлена на редукцию депрессивной симптоматики, стабилизирующая терапия проводится после окончания этого этапа и составляет в среднем 5—9 месяцев при униполярном течении, 3—4 месяца при биполярном течении расстройства. Профилактический этап терапии проводится в течение нескольких лет, на данном этапе рекомендуется сохранять ту же дозировку, при которой была достигнута ремиссия:38.
Существуют данные как в пользу, так и против поддерживающего лечения: высказывалось мнение, что длительная поддерживающая терапия может ухудшать течение заболевания и вызывать толерантность к действию препаратов. С другой стороны, многочисленные исследования подтверждают эффективность поддерживающего лечения в профилактике рецидивов:40.

### Резистентная депрессия и хроническая депрессия
Нередко состояние пациентов, страдающих депрессией, оказывается резистентным к проводимой терапии. Резистентная и хроническая депрессия являются различными, не тождественными понятиями:22. Резистентной депрессией, согласно общепринятым критериям, считается такая депрессия, при которой в течение двух последовательных курсов (по 3—4 недели) адекватной монотерапии фармакологически различными препаратами отмечается отсутствие или недостаточность клинического эффекта (редукция симптоматики по шкале Гамильтона или шкале Монтгомери — менее 50 %):11—12; по другим данным, временной интервал должен составлять не 3—4 недели, а 4—6 недель:52. Резистентными к первому антидепрессанту оказываются 40—60 % пациентов; по другим данным — около трети.
Хронической депрессией называется депрессия, протекающая более двух лет:23. Как правило, около 10—15 % депрессий, независимо от адекватности или интенсивности проводимой терапии, приобретают хроническое течение:126.
Принято выделять следующие виды резистентности:
- Первичную (истинную) терапевтическую резистентность, которая связана с плохой курабельностью состояния пациента и неблагоприятным течением заболевания, а также зависит от других биологических факторов (этот вид резистентности на практике встречается крайне редко).
- Вторичную терапевтическую (относительную) резистентность, связанную с развитием феномена адаптации к психофармакотерапии, то есть формирующуюся вследствие употребления препарата (терапевтический ответ развивается гораздо медленней ожидаемого, редукции подвергаются лишь отдельные элементы психопатологической симптоматики).
- Псевдорезистентность, которая связана с неадекватной терапией (данный вид резистентности встречается очень часто)
- Отрицательную терапевтическую резистентность (интолерантность) — повышенную чувствительность к развитию побочных эффектов, которые в данном случае превышают основное действие назначаемых препаратов[133]:13—15.

Самыми распространёнными причинами псевдорезистентности являются неадекватность проводимой терапии (дозы и длительности приёма антидепрессанта); недооценка факторов, способствующих хронификации состояния; недостаточность контроля за соблюдением режима терапии:18,33; возможны также другие причины: соматогенные, фармакокинетические и пр.
Существуют различные методы преодоления резистентности — как медикаментозные, так и немедикаментозные.

### Взаимодействия
Трициклические антидепрессанты (ТЦА). В сочетании с нейролептиками, транквилизаторами, серотонинергическими антидепрессантами, литием, фенамином, непрямыми антикоагулянтами замедляют метаболизм этих препаратов и повышают их концентрацию в крови с возможным усилением их основного и побочных действий. В сочетании с литием повышается риск токсического действия на ЦНС. ТЦА усиливают седативное и угнетающее действие на ЦНС нейролептиков, транквилизаторов, наркотических анальгетиков; потенцируют анальгетический эффект. В частности, одновременное применение ТЦА и опиоидного анальгетика трамадола повышает риск судорог. При сочетании ТЦА с антигистаминными средствами, снотворными средствами усиливается седативное действие. При комбинированном применении ТЦА и препаратов с холинолитической активностью (антихолинергические средства, антипаркинсонические корректоры, некоторые нейролептики и др.) — суммирование антихолинергического действия; при сочетании с нейролептиками, антипаркинсоническими корректорами этот эффект может привести к развитию делирия (тимонейролептического синдрома). В частности, антихолинергическое действие усиливается при сочетании ТЦА с фенотиазиновыми нейролептиками. При комбинированном применении ТЦА и других препаратов с холинолитической активностью существует значительный риск антихолинергической блокады, тяжёлых запоров, паралитической непроходимости кишечника, спутанности сознания.
ТЦА ослабляют эффект противосудорожных средств, снижая судорожный порог; при сочетании ТЦА с противосудорожными средствами возможно усиление угнетающего действия препаратов на ЦНС. Сочетанное применение ТЦА и необратимых ингибиторов МАО не рекомендуется из-за развития серьёзных осложнений (возбуждение, тяжёлые вегетативные расстройства, резкая гипертензия, нейротоксические реакции, гиперпиретический криз, судороги, летальный исход). Трициклические антидепрессанты не следует применять в течение двух недель после прекращения приёма ИМАО, а ИМАО не следует применять в течение одной недели после прекращения приёма ТЦА. ТЦА усиливают гипогликемический эффект инсулина и антидиабетических препаратов, принимаемых в виде таблеток. Могут усиливать антикоагулянтное действие кумаринов, усиливать мышечно-расслабляющий эффект миорелаксантов.
ТЦА и родственные им лекарственные средства ослабляют действие сублингвальных форм нитроглицерина, так как из-за сухости рта не растворяются сублингвальные таблетки. Трициклические антидепрессанты в сочетании с антиаритмическими средствами и сердечными гликозидами оказывают хинидиноподобное действие и могут усиливать кардиотоксическое и отрицательное инотропное действие указанных препаратов. В частности, сочетание с бета-блокатором соталолом повышает риск желудочковой аритмии, вызываемой этим препаратом; риск желудочковой аритмии повышается и при сочетании ТЦА с прокаинамидом, ТЦА с дизопирамидом, ТЦА с пропафеноном, ТЦА с хинидином, ТЦА с нейролептиками, ТЦА с моксифлоксацином. При сочетании ТЦА с анестетиками или мышечными релаксантами (галотан, панкуроний, галламин) происходит повышение риска аритмии; сочетание с общими анестетиками вызывает повышенный гипотензивный эффект. ТЦА усиливают гипертензивный эффект норадреналина, адреналина и фенилэфрина, что может осложнить применение местной анестезии при стоматологических операциях или в других случаях хирургического вмешательства; в сочетании с норадреналином и адреналином могут вызвать аритмию. Трициклические антидепрессанты в целом усиливают гипотензивный эффект антигипертензивных средств, но гипотензивный эффект некоторых антигипертензивных средств (таких, как клонидин, гуанетидин и др.), напротив, ослабляют При сочетании ТЦА с антигипертензивными средствами возможны парадоксальные эффекты с повышением артериального давления; имеет место также усиление седативного эффекта. Взаимодействие ТЦА с антацидами, адсорбентами может вызывать снижение кровяного давления; сочетание ТЦА с альфа1-адреноблокатором празозином, бета-блокатором пропранололом, диуретиками — усиление снижения кровяного давления.
Нейролептики, СИОЗС, вальпроат натрия, оральные контрацептивы и эстрогенные препараты, циметидин, противовоспалительные препараты (салицилаты, амидопирин, бутадион) и дисульфирам приводят к замедлению метаболизма ТЦА, повышению их концентрации в крови, усилению их основного и побочных действий. Противогрибковые препараты (флуконазол, кетоконазол), антагонисты кальция (дилтиазем, верапамил), цизаприд, омепразол тоже повышают концентрацию ТЦА в плазме крови и увеличивают количество побочных эффектов. Левотироксин может усиливать действие ТЦА. При взаимодействии ТЦА с пропранололом происходит повышение концентрации в плазме крови как ТЦА, так и пропранолола, в результате увеличивается число побочных эффектов. Эстрогены ослабляют антидепрессивный эффект ТЦА, но побочные эффекты ТЦА могут усиливаться в результате возрастания их концентрации в плазме крови под влиянием действия эстрогенов. Под влиянием фенитоина, карбамазепина, барбитуратов происходит усиление метаболизма трициклических антидепрессантов, снижение их концентрации в крови, антидепрессивный эффект ослабляется. Рифампицин тоже снижает концентрацию в крови некоторых трициклических антидепрессантов.
Одновременное употребление алкоголя и приём ТЦА может усиливать седативный эффект ТЦА; может вызывать угнетение ЦНС и психомоторные нарушения. Лица, принимающие ТЦА и одновременно употребляющие алкоголь, быстрее оказываются в состоянии алкогольного опьянения, и у них чаще развиваются побочные эффекты препаратов. Во время лечения ТЦА следует либо полностью прекратить употребление алкоголя, либо употреблять его только в уменьшенных дозах.
Употребление никотина (курение) при приёме трициклических антидепрессантов может приводить к снижению уровня ТЦА в крови.
Тетрациклические антидепрессанты (мапротилин, миансерин, амоксапин и др.). При сочетании тетрациклических антидепрессантов с седативными, снотворными препаратами или алкоголем — усиление угнетающего влияния на ЦНС, потенцирование седативного действия. Тетрациклические антидепрессанты усиливают действие антихолинергических препаратов и леводопы; ослабляют антигипертензивное действие гипотензивных средств (октадин, резерпин, метилдопа); снижая судорожный порог, ослабляют терапевтический эффект противосудорожных средств. Противосудорожные средства (барбитураты, фенитоин, карбамазепин) усиливают метаболизм антидепрессантов этой группы, снижая их концентрацию в крови и ослабляя антидепрессивное действие. При сочетании антидепрессантов данной группы с транквилизаторами или с бета-адреноблокаторами замедляется метаболизм принимаемых препаратов и повышается их концентрация в крови.
Обратимые ингибиторы МАО (моклобемид, пиразидол и др.). В сочетании с адреномиметиками или с продуктами, содержащими тирамин, — усиление вазопрессорного эффекта; в сочетании с гормонами щитовидной железы возможно развитие гипертонии; при сочетании обратимых ИМАО с серотонинергическими средствами или с кломипрамином возможен серотониновый синдром; с декстрометорфаном обратимые ИМАО сочетать не следует из-за возможности токсических реакций со стороны ЦНС.
Селективные ингибиторы обратного захвата серотонина. Не следует сочетать их с ингибиторами МАО, так как это может вызвать тяжёлый серотониновый синдром. К серотониновому синдрому также может привести сочетание с СИОЗС трициклических антидепрессантов, S-аденозилметионина, препаратов триптофана, препаратов зверобоя, некоторых нормотимиков (карбамазепина, лития), некоторых атипичных антипсихотиков (рисперидона, кветиапина, оланзапина, зипрасидона), леводопы, препаратов против мигрени, опиоидных анальгетиков (в частности, трамадола, меперидина), противопростудных средств, содержащих декстрометорфан, ингибиторов кальциневрина.
При назначении ТЦА совместно с СИОЗС трициклические антидепрессанты необходимо применять в меньших дозах и следить за их уровнем в плазме крови, так как повышение уровня ТЦА в крови, возникающее при их сочетании с СИОЗС, может обусловить повышенный риск токсичности. Сочетанное применение СИОЗС и солей лития усиливает серотонинергические эффекты антидепрессантов, усиливает побочные эффекты солей лития и изменяет их концентрацию в крови. В сочетании с литием повышается риск токсического действия на ЦНС. СИОЗС могут усиливать экстрапирамидные побочные эффекты типичных нейролептиков, вызывать повышение уровня типичных и атипичных нейролептиков в крови. Они могут потенцировать развитие экстрапирамидных расстройств, вызываемых применением бупропиона и психостимуляторов.
Противосудорожные препараты (фенобарбитал, карбамазепин, фенитоин) и циметидин могут приводить к усилению метаболизма СИОЗС, повышению их концентрации в крови с усилением их основного действия и побочных эффектов. СИОЗС ослабляют терапевтическое действие противосудорожных препаратов, снижая судорожный порог. Некоторые антибиотики (в частности, эритромицин) могут повышать концентрацию сертралина и циталопрама в крови и даже вызвать психоз при сочетании с флуоксетином (кларитромицин). СИОЗС могут повышать концентрацию в плазме крови бензодиазепинов, карбамазепина, антиаритмических препаратов (пропафенона, флекаинида). Флувоксамин и флуоксетин повышают уровень иммунодепрессантов в крови.
Варфарин в сочетании с СИОЗС приводит к увеличению протромбинового времени и повышению кровоточивости. К повышению риска желудочно-кишечных кровотечений приводит одновременный приём СИОЗС и ацетилсалициловой кислоты или других нестероидных противовоспалительных средств, СИОЗС и антикоагулянтов или антиагрегантов. Обезболивающие группы нестероидных противовоспалительных препаратов (ацетилсалициловая кислота, ибупрофен, напроксен) могут снижать эффективность СИОЗС, а СИОЗС могут ослаблять анальгетическое действие трамадола или кодеина.
При взаимодействии СИОЗС и антигистаминных препаратов (терфенадина, астемизола) происходит удлинение периодов интракардиальной проводимости и аритмии. При приёме антидиабетических препаратов (таблеток) СИОЗС могут приводить к усилению эффекта снижения сахара в крови. Некоторые из СИОЗС неблагоприятно взаимодействуют со статинами — например, флуоксетин в сочетании с некоторыми статинами способен вызывать проявления миозита. Некоторые препараты могут увеличить токсичность СИОЗС, например золпидем.
В сочетании с алкоголем или седативными, снотворными препаратами СИОЗС приводят к усилению их угнетающего влияния на ЦНС и развитию нежелательных эффектов. При сочетании СИОЗС с электросудорожной терапией могут возникать затяжные судорожные приступы.

### Побочные эффекты, общие для различных классов антидепрессантов
Поскольку различные антидепрессанты имеют разную химическую структуру, а также механизм действия, побочные эффекты тех или иных групп, как правило, различаются. Существуют и общие для различных групп побочные эффекты — при применении терапевтических доз, а также при передозировках: бессонница, возбуждение, развитие маниакального синдрома, в некоторых случаях галлюцинации. Для коррекции этих состояний обычно применяют нормотимики, нейролептики, бензодиазепины и некоторые другие средства.
Антидепрессанты, обладающие седативным действием, могут способствовать развитию психомоторной заторможенности (вялость, сонливость), снижению концентрации внимания. Антидепрессанты-стимуляторы могут приводить к обострению тревоги, в некоторых случаях — к возникновению психопродуктивной симптоматики.

#### Риски суицида и других видов агрессивного поведения
Исследования показали, что многие антидепрессанты могут увеличить вероятность суицида в первые месяцы терапии, особенно у детей и подростков. Существует предположение, что это, возможно, связано с быстро наступающим стимулирующим, энергизирующим действием, которое возникает прежде наступления истинного антидепрессивного эффекта. По этой версии суицидоопасный больной таким образом может получить достаточно энергии и сил, чтобы реализовать суицидальные мысли на фоне все ещё сохраняющегося плохого настроения и тоски. Однако предположению о том, что антидепрессанты всего лишь «дают силы» для осуществления уже имеющихся суицидальных намерений, противоречат данные испытаний антидепрессантов на здоровых добровольцах, которые демонстрируют возрастание рисков суицида при приёме антидепрессантов у людей без признаков психических расстройств.
Многие антидепрессанты могут вызвать или обострить в начале терапии тревогу, бессонницу или раздражительность, импульсивность, что тоже может привести к повышению риска суицида. Как усиление тревожности и обострение при сложных по структуре депрессивных синдромах, так и уменьшение заторможенности при простых депрессивных синдромах (то есть депрессивных синдромах, протекающих с тоской, заторможенностью мыслей и действий, без тревоги, без импульсивности и ажитации) присущи главным образом антидепрессантам со стимулирующим эффектом, поэтому данным антидепрессантам присущ значительный суицидогенный эффект.
После публикации FDA и некоторыми европейскими регуляторами предупреждений о возможной связи использования антидепрессантов с самоубийствами в 2003 году количество назначений антидепрессантов группы СИОЗС детям и подросткам снизилось на 22 %, что сопровождалось увеличением числа самоубийств в этой группе на 14 % в США и на 49 % в Нидерландах (в течение 2003—2005 годов).
Приём антидепрессантов, особенно серотонинергических, может приводить к повышенному риску актов насилия (нападений, убийств и других проявлений физического насилия), как показывает анализ базы данных (Adverse Event Reporting System, AERS) побочных эффектов FDA, опубликованный в журнале PLoS ONE. Согласно этому анализу, наиболее опасны из всех антидепрессантов в данном отношении флуоксетин, пароксетин, атомоксетин, флувоксамин и венлафаксин; в меньшей степени, но всё же опасны сертралин, эсциталопрам, циталопрам, бупропион, миртазапин и дулоксетин.
Широкую известность в США получили случаи суицида и других видов агрессивного поведения на фоне приёма флуоксетина (прозака), публикации в СМИ и судебные иски к фармакологической компании Eli Lilly and Company по этому поводу.  В действительности риск суицида при назначении СИОЗС ниже, чем при назначении трициклических антидепрессантов:113—114.
В июне 2019 года Майкл Хенгартнер (Цюрих, Швейцария) и Мартин Плодерль (Зальцбург, Австрия) опубликовали в журнале «Психотерапия и психосоматика» анализ, основанный на отчётах по побочным эффектам и осложнениям из архива Управления по санитарному контролю за качеством пищевых продуктов и медикаментов (FDA). Выборка включала препараты, зарегистрированные между 1991 и 2013 годами и проходившие рандомизированные контролируемые испытания II и III фаз у взрослых при депрессии: пароксетин, сертралин, венлафаксин, нефазодон, миртазапин, циталопрам, эсциталопрам, дулоксетин, дезвенлафаксин, тразодон, вилазодон, левомилнаципрам и вортиоксетин (31 781 пациент) в сравнении с плацебо (10 080 пациентов).
Эти учёные обнаружили, что риск попыток самоубийства был в 2 с половиной раза больше в группе, принимавшей антидепрессанты, по сравнению с плацебо: 206 попыток самоубийства и 37 самоубийств в группе антидепрессантов против 28 попыток самоубийства и 4 самоубийств в группе плацебо.
Расчёт показывает: на 100 тысяч пациентов приём антидепрессантов приведёт к дополнительным 495 случаям самоубийства или суицидальных попыток. Hengartner и Plöderl приходят к заключению, что «антидепрессанты значительно увеличивают риск самоубийства у взрослых с клинической депрессией».

#### Индуцированная мания и гипомания, ухудшение течения биполярного расстройства
Приём антидепрессантов может индуцировать манию, гипоманию как у пациентов с биполярным расстройством, так и без него:754—755 (у пациентов с униполярной депрессией, обсессивно-компульсивным расстройством). К побочным эффектам антидепрессантов относится также развитие психоза. Риск инверсии аффекта (то есть развития мании или гипомании) при приёме антидепрессантов особенно высок у пациентов с биполярным расстройством I типа и низок у пациентов с униполярной депрессией; для биполярного расстройства II типа характерен промежуточный риск в сравнении с биполярным расстройством I типа и униполярной депрессией. Кроме того, этот риск определяется типом антидепрессанта: трициклические антидепрессанты при биполярном расстройстве индуцируют манию или гипоманию особенно часто; применение СИОЗС связано с низким риском инверсии аффекта, который легко может контролироваться нормотимиками. Часто вызывают инверсию аффекта также антидепрессанты двойного действия (СИОЗСиН). Частота случаев инверсии аффекта, указываемая в различных научных публикациях, различается, что связано с отсутствием единого определения этого понятия, однако описано трёхкратное превышение частоты смены фаз при применении ТЦА в сравнении с СИОЗС:22. Риск инверсии аффекта при приёме антидепрессантов существенно повышается в случае наличия у пациентов смешанной депрессии (то есть такого депрессивного состояния, в структуре которого присутствуют гипоманиакальные или маниакальные симптомы, чаще всего субсиндромального уровня).
В некоторых случаях антидепрессанты также могут способствовать развитию у пациентов с биполярным расстройством быстрых циклов (то есть состояния, при котором отмечается более трёх аффективных эпизодов в течение года либо два и более длительных полных цикла в год и которое часто характеризуется недостаточным эффектом приёма нормотимика). Кроме того, антидепрессанты при биполярном расстройстве могут вызывать смешанные состояния (сосуществование мании (либо гипомании) и депрессии), в некоторых случаях — предрасполагать к развитию тяжёлых депрессивных состояний, с трудом поддающихся терапии. В целом антидепрессанты могут негативно влиять на течение болезни у биполярных пациентов:320, вызывать у них терапевтическую резистентность, усиление депрессии, смешанную депрессию и ажитацию, хроническую дисфорию, повышать риск суицида.
Существует предположение о том, что приём антидепрессантов пациентами с униполярной депрессией может повышать риск возникновения у них в будущем биполярного расстройства. Вопрос о том, есть ли причинно-следственная связь между антидепрессивной терапией и развитием биполярного расстройства, остаётся дискуссионным, так как, возможно, проставление диагноза униполярной депрессии пациентам, у которых в дальнейшем выявили биполярное расстройство, было ошибочным и эти пациенты уже первоначально страдали биполярной, а не униполярной депрессией.

#### Синдром отмены
При резком прекращении терапии ТЦА, ИМАО, СИОЗС или антидепрессантами некоторых других групп, а иногда и при снижении дозировки, возможен синдром отмены, чаще всего включающий в себя гриппоподобные симптомы, бессонницу, тошноту, сенсорные расстройства, гипервозбуждение и длящийся, как правило, до одной-двух недель. Особенно часто этот синдром возникает при отмене пароксетина, венлафаксина и амитриптилина.
Синдром отмены СИОЗС может проявляться головокружением, бессонницей, нервозностью, тошнотой, ажитацией, вялостью, головной болью, рвотой, поносом, нестабильной походкой, тремором, парестезиями и тревогой; синдром отмены ТЦА — тошнотой, рвотой, болями в животе, диареей, сильным потоотделением, головной болью, усталостью и дискомфортом, бессонницей, ознобом, острым ринитом, болями в мышцах; синдром отмены ингибиторов МАО — сильной тревогой, ажитацией, затруднённой речью, бессонницей или сонливостью, галлюцинациями, когнитивными нарушениями, суицидальными тенденциями, делирием, бредом преследования. Кроме того, при резкой отмене того или иного антидепрессанта риск рецидива депрессии возрастает на 20—50 %. Поэтому антидепрессанты следует отменять постепенно, с последовательным снижением дозы на протяжении как минимум 4 недель. При возникновении синдрома отмены или в случае, если препарат принимался в течение 1 года или более, период снижения дозировок должен быть более продолжительным. В некоторых случаях постепенное снижение дозировки не предотвращает развитие синдрома отмены, и пациенты могут предпочитать быструю отмену антидепрессанта, с коротким периодом интенсивных симптомов, длительному периоду лёгких симптомов.
Риск развития синдрома отмены повышен, если антидепрессант принимался в течение 8 недель или дольше; в случаях, когда у пациентов возникает тревожная симптоматика (в частности, при приёме СИОЗС); на фоне применения антигипертензивных, антиастматических или антипсихотических средств; у детей и подростков; в случаях, если у пациентов когда-либо прежде развивался синдром отмены либо же рецидив после прекращения приёма антидепрессантов.
В редких случаях инверсия аффекта может возникать как следствие отмены антидепрессанта. Чаще всего возникновение мании отмечалось при отмене ТЦА (у пациентов, страдающих униполярной депрессией) и СИОЗС (у пациентов, страдающих биполярной депрессией); случаи инверсии аффекта отмечались, хотя и в единичных случаях, также при отмене ИМАО, СИОЗСиН, тразодона и миртазапина. Существуют различные теории, объясняющие этот эффект; наиболее изучены среди них и получили наибольшее подтверждение теория норадренергической гиперактивности, а также теория «холинергического рикошет-эффекта и холино-моноаминовой системы».

#### Серотониновый синдром
При сочетанном приёме антидепрессантов различных групп, в особенности при комбинации ИМАО и СИОЗС, ИМАО и кломипрамина, возможна потенциально смертельная побочная реакция (серотониновый синдром); в редких случаях она встречается и при монотерапии СИОЗС. Чаще всего эта реакция обратима при отмене антидепрессанта, однако требует индивидуального ухода и симптоматической терапии; при злокачественном варианте серотонинового синдрома (который может возникать как следствие политерапии ИМАО и СИОЗС) велик риск летального исхода. В целях профилактики серотонинового синдрома при переходе с СИОЗС на ИМАО либо с флуоксетина на ИМАО или СИОЗС необходимо выдержать определённый перерыв в терапии (между приёмом СИОЗС и ИМАО — две недели).

#### Сексуальная дисфункция
Антидепрессанты различных групп могут вызывать сексуальную дисфункцию. При приёме ТЦА, СИОЗС и венлафаксина она возникает чаще, чем при приёме дулоксетина; СИОЗС чаще вызывает сексуальную дисфункцию, чем миртазапин, а флуоксетин, пароксетин, сертралин и эсциталопрам — чаще, чем бупропион. При приёме тразодона и нефазодона сексуальная дисфункция тоже встречается реже, чем при приёме СИОЗС. Среди антидепрессантов группы СИОЗС пароксетин вызывает статистически более значимый уровень сексуальной дисфункции, чем другие антидепрессанты этой группы, а реже всего вызывает сексуальную дисфункцию флувоксамин. У агомелатина риск сексуальных побочных эффектов не отличается от их риска при приёме плацебо.

#### Другие побочные эффекты
У пожилых больных при приёме антидепрессантов может наблюдаться развитие гипонатриемии. Во всех случаях избыточной седации, спутанности или судорожных состояний, возникающих на фоне терапии антидепрессантами, необходимо проводить контроль уровня натрия в крови.
Приём антидепрессантов приводит к повышенному риску переломов, увеличению частоты падений.
Антидепрессанты обладают проконвульсивным эффектом — способностью провоцировать судороги как у пациентов с эпилепсией, так и без неё. Судороги возникают на первой неделе приёма антидепрессантов, в случаях повышения суточной дозировки или быстрого наращивания дозы. Способность антидепрессантов вызывать судороги ослабевает от «старых» к «новым» препарата, редко встречается при приёме моклобемида и циталопрама и не до конца изучена у миртазапина и венлафаксина:108.
Употребление антидепрессантов связывают с повышенными рисками наступления болезни Альцгеймера, однако их влияние на возникновение этой болезни пока не представляется до конца ясным.
Приём антидепрессантов (в частности, СИОЗС) во время беременности увеличивает риск выкидыша примерно в 1,7 раза, а также связан с низким весом ребёнка при рождении и преждевременными родами. Приём любых антидепрессантов во время беременности может приводить к развитию у новорождённых синдрома отмены или токсических эффектов, но чаще всего эти симптомы носят лёгкий характер и проходят без лечения.

### Сравнительная безопасность применения антидепрессантов
Считается, что в целом антидепрессанты являются относительно безопасными препаратами при назначении в терапевтических дозах, особенно в условиях стационара. Однако отмечалось, что смертность при приёме ТЦА и некоторых других антидепрессантов (особенно миртазапина) значительно выше, чем при приёме СИОЗС. При амбулаторном лечении антидепрессантами следует учитывать риск передозировки — в том числе и намеренной, в суицидальных целях (поскольку именно при депрессиях особенно велик риск самоубийства). В таблицах ниже приводятся данные об относительной безопасности для некоторых широко известных антидепрессантов.
| Препараты                                                         | Число летальных исходов при передозировке (на 1 млн рецептов) | Степень опасности       |
| Флуоксетин (прозак) Флувоксамин (феварин) Миансерин (леривон)     | Менее 10                                                      | Относительно безопасные |
| Кломипрамин (анафранил) Мапротилин (людиомил) Тразодон (триттико) | Более 10                                                      | Потенциально опасные    |
| Имипрамин (мелипрамин) Фенелзин (нардил)                          | Более 20                                                      | Опасные                 |
| Амитриптилин Досулепин (дотиепин, протиаден)                      | Более 40                                                      | Очень опасные           |

| Препараты | Летальность при передозировке |
| Агомелатин Бупропион Венлафаксин Дулоксетин Миансерин Милнаципран Миртазапин Моклобемид Нефазодон Пароксетин Сертралин Тразодон Флувоксамин Флуоксетин Циталопрам Эсциталопрам | Низкая                        |
| Кломипрамин | Умеренная                     |
| Амитриптилин Доксепин Имипрамин Мапротилин | Высокая                       |

## Критика
Существуют исследования, в которых подвергается сомнению эффективность антидепрессантов как таковая либо же приводятся данные, что разница между действием антидепрессантов и плацебо очень скромна. В частности, систематизированный обзор 131 рандомизированного плацебо-контролируемого испытания действия СИОЗС, данные которого были опубликованы в 2017 году, показал, что риск смещения во всех испытаниях был высок и что клиническое значение их представляется сомнительным. Как заключают авторы обзора, возможный небольшой положительный эффект СИОЗС, по-видимому, перевешивается серьёзными побочными эффектами.
По другим данным, разница в действии плацебо и антидепрессантов группы СИОЗС оказалась клинически значимой лишь при очень тяжёлой депрессии; их эффект при депрессивных эпизодах лёгкой и средней степени был мал или вовсе отсутствовал по сравнению с плацебо.
Петер Гётше, один из основателей «Кокрановского сотрудничества», профессор по разработке клинических исследований и их анализу Копенгагенского университета, автор более 70 статей в ведущих медицинских журналах, таких как, в частности, British Medical Journal и The Lancet, подвергает сомнению качество клинических исследований эффективности антидепрессантов. Он отмечает, что в ряде исследований плацебо отличалось от активного препарата по физическим характеристикам, таким как текстура, цвет и толщина; что плацебо в подавляющем большинстве исследований действия антидепрессантов не имело побочных эффектов (например, сухости во рту), за исключением редких случаев, когда в качестве плацебо использовался атропин, и благодаря отсутствию побочных эффектов пациенты в исследованиях могли подозревать, что принимают не лекарство, а плацебо. Согласно выводам Гётше, истинная разница в улучшении состояния при использовании антидепрессантов и плацебо, видимо, значительно меньше, чем заявляемые в официальных результатах исследований 10 процентов, так как существуют доказательства, что двойное слепое исследование, в котором «ослепление» является недостаточным, может приводить к весьма существенному преувеличению эффективности препаратов.
Гётше отмечал также, что в исследованиях, финансируемых фармацевтической промышленностью, занижаются данные о смертности людей, принимающих антидепрессанты. Основываясь на рандомизированных исследованиях, включённых в метаанализ 100 000 пациентов Управлением по санитарному надзору за качеством пищевых продуктов и медикаментов (FDA), Гётше подсчитал, что люди, принимающие антидепрессанты, по-видимому, в 15 раз чаще совершают самоубийства, чем сообщалось FDA. Например, в исследованиях действия флуоксетина и пароксетина 14 из 9956 пациентов совершили самоубийства, в то время как, по данным FDA, лишь 5 пациентов из 52 960 совершили суицид; отчасти это связано с тем, что FDA учитывало лишь события, произошедшие не более чем через 24 часа после того, как пациенты прекращали принимать препараты.
Ирвинг Кирш, известный американский психолог, произведя анализ ряда клинических исследований антидепрессантов (в том числе тех из них, данные о которых не попали в печать, так как в них были получены нежелательные результаты), обнаружил, что результаты большинства исследований являются отрицательными. Средняя разница между препаратами и плацебо составила лишь 1,8 балла по шкале Гамильтона (широко используемой для оценки симптомов депрессии) — разница хоть и значимая статистически, но бессмысленная клинически. Тем не менее, поскольку исследования с положительными результатами широко публиковались, а исследования с отрицательными результатами скрывались, общественность и медицинские работники пришли к убеждению, что эти препараты являются высокоэффективными антидепрессантами.
Согласно данным метаанализа, проведённого Ирвингом Киршем и соавторами, разница между антидепрессантами и плацебо достигала клинического значения лишь при очень тяжёлой депрессии (при более чем 28 баллах по шкале Гамильтона). Кирш обратил внимание и на тот факт, что некоторые препараты, не являющиеся антидепрессантами (опиаты, седативные средства, стимуляторы, растительные лекарственные средства и др.), оказывают при депрессии такое же действие, как и антидепрессанты. Обнаружив, что почти любая таблетка с побочными эффектами была несколько более эффективной при лечении депрессии, чем инертное плацебо, Кирш выдвинул гипотезу, что наличие побочных эффектов позволяло пациентам, участвовавшим в исследованиях, догадаться, что они получают активное лечение, а не плацебо, и эта догадка, как подтвердили интервью с пациентами и врачами, в некоторых случаях приводила к улучшению состояния. По-видимому, причина того факта, что антидепрессанты, похоже, работают лучше при купировании тяжёлой депрессии, чем в менее тяжёлых случаях, состоит в том, что пациенты с тяжёлыми симптомами, скорее всего, получают более высокие дозы и, соответственно, испытывают больше побочных эффектов.
В 2008 году был проведён анализ (Turner и соавторы) как опубликованных, так и неопубликованных исследований действия 12 антидепрессантов; данные этих исследований были предоставлены авторам анализа Управлением по санитарному надзору за качеством пищевых продуктов и медикаментов. Было обнаружено, что 94 % из публиковавшихся ранее испытаний показали преимущество антидепрессантов в сравнении с плацебо; однако, рассмотрев результаты и публиковавшихся, и не публиковавшихся испытаний, Turner с соавторами обнаружили, что лишь около 51 % из них демонстрируют преимущество в сравнении с плацебо. Из 74 рассмотренных исследований только 38 имели положительные результаты, и почти все они были опубликованы. Исследования же с отрицательными или сомнительными результатами оказались по преимуществу либо не опубликованными (22 исследования), либо опубликованными с искажением результатов, в результате чего они представали как позитивные (11 исследований).
Специалист по статистике Ганс Меландер и его коллеги из Шведского лекарственного агентства в 2003 году показали, что опубликованные статьи об испытаниях антидепрессантов СИОЗС содержат существенные искажения по сравнению с данными об исследованиях, предоставленными в регистрационных заявлениях, присланных в агентство. Во всех 42 исследованиях, которые были представлены в агентство, кроме одного, компании выполнили как анализ по намерению, так и анализ в соответствии с протоколом (в котором не учитываются пациенты, выбывшие из исследования). Однако только в двух публикациях результатов исследований присутствовали оба анализа, в остальных же случаях давался лишь более благоприятный анализ — анализ в соответствии с протоколом. Это создавало у читателей ложное впечатление об эффективности препаратов. Кроме того, отдельные испытания иногда публиковались так, как если бы они были одним и тем же испытанием, отсутствовали перекрёстные ссылки на многочисленные публикации одного и того же испытания; иногда отсутствовали фамилии авторов, общих для всех публикаций.
Британский психиатр, профессор психологической медицины в университете Кардиффа Дэвид Хили в комментарии к докладу Рабочей группы CINP (Collegium Internationale NeuroPsychopharmacologicum) «Терапия антидепрессантами и другие методы лечения депрессивных расстройств» писал:
Доклад одобряет позицию, согласно которой относительно скромное преимущество по сравнению с плацебо в отобранном числе клинических исследований означает, что антидепрессанты работают. <…> В исследованиях всегда осуществляется отбор; большое число исследований, демонстрирующих лишь незначительное или даже отсутствие преимуществ антидепрессантов по сравнению с плацебо, опубликованы и соответственно заявлены для определенных показаний. <…> …Ложным представляется подход, когда из 10 пациентов берут 5, отвечающих на эти антидепрессанты, и сравнивают с 4, отвечающими на плацебо, оценивая преимущество по данным рейтинговой шкалы, и заключают, что препарат работает. Когда сопоставляют 50% ответа на антидепрессанты против 40% ответа на плацебо, не учитывают, что ответ на антидепрессант в 80% случаев зависит от неспецифических факторов. Мы не в состоянии квантифицировать вклад различных неспецифических факторов, в то время как с готовностью квантифицируем специфическое влияние лекарств. Между тем оно отражает только 20% специфического ответа. И для кого-то деньги и культура, сложившаяся в психиатрии, могут служить основой для доказательного суждения в пользу 80%, а не 20% успеха.
В 2011 году в журнале Progress in Neuro-Psychopharmacology & Biological Psychiatry было опубликовано исследование G. A. Fava и E. Offidani, авторы которого, предполагая, что длительное использование антидепрессантов в некоторых случаях может усиливать биохимическую предрасположенность к депрессии, ухудшать прогноз и усиливать выраженность симптомов, уменьшать как вероятность терапевтического ответа при дальнейшем фармакологическом лечении, так и продолжительность периодов ремиссии, осуществили обзор литературы с использованием баз данных Medline, CINAHL, PsycINFO, Web of Science и Кокрановской библиотеки. Исследование показало, что в некоторых случаях антидепрессанты вызывали такие явления, как синдром отмены при прекращении приёма, возникновение явлений толерантности и резистентности, а также инверсию аффекта и ускорение цикла у биполярных пациентов. В некоторых случаях наблюдались неблагоприятные отдалённые результаты и парадоксальные эффекты (развитие депрессии и усиление имеющихся симптомов).
В публикации в журнале Psychotherapy and Psychosomatics в 2010 году отмечалось (Pigott и др.), что, согласно данным масштабного исследования действия антидепрессантов STAR*D, неудачное применение антидепрессантов имеет отрицательные последствия для пациентов, не достигших ремиссии. Такие неудачи снижают вероятность достижения ремиссии у пациентов в дальнейшем, повышают вероятность развития непереносимости антидепрессантов, рецидива и/или прекращения приёма препаратов. Как указывали Pigott и соавторы, эти негативные эффекты согласуются с наблюдениями Fava и его соавторов о том, что последовательное применение препаратов может «продвигать депрессивное заболевание в рефрактерную фазу», вследствие того что антидепрессант повышает чувствительность некоторых пациентов к депрессии. Pigott с соавторами также приводили данные, согласно которым у пациентов, длительное время принимающих антидепрессанты, рецидивы депрессии развиваются намного чаще, чем у тех, кто не принимал антидепрессанты в качестве поддерживающего лечения.
В 2018 году было проведено исследование, в котором на основе анализа данных за длительный период времени продемонстрировано, что долгосрочное употребление антидепрессантов способствует ухудшению симптомов депрессии. Худшие исходы у тех, кто употреблял антидепрессанты, наблюдались независимо от изначального уровня депрессии и таких факторов, как социально-экономический статус. Однако в этом исследовании не было рандомизации, что потенциально могло внести искажения в результаты.